# 臺中市政府警察局

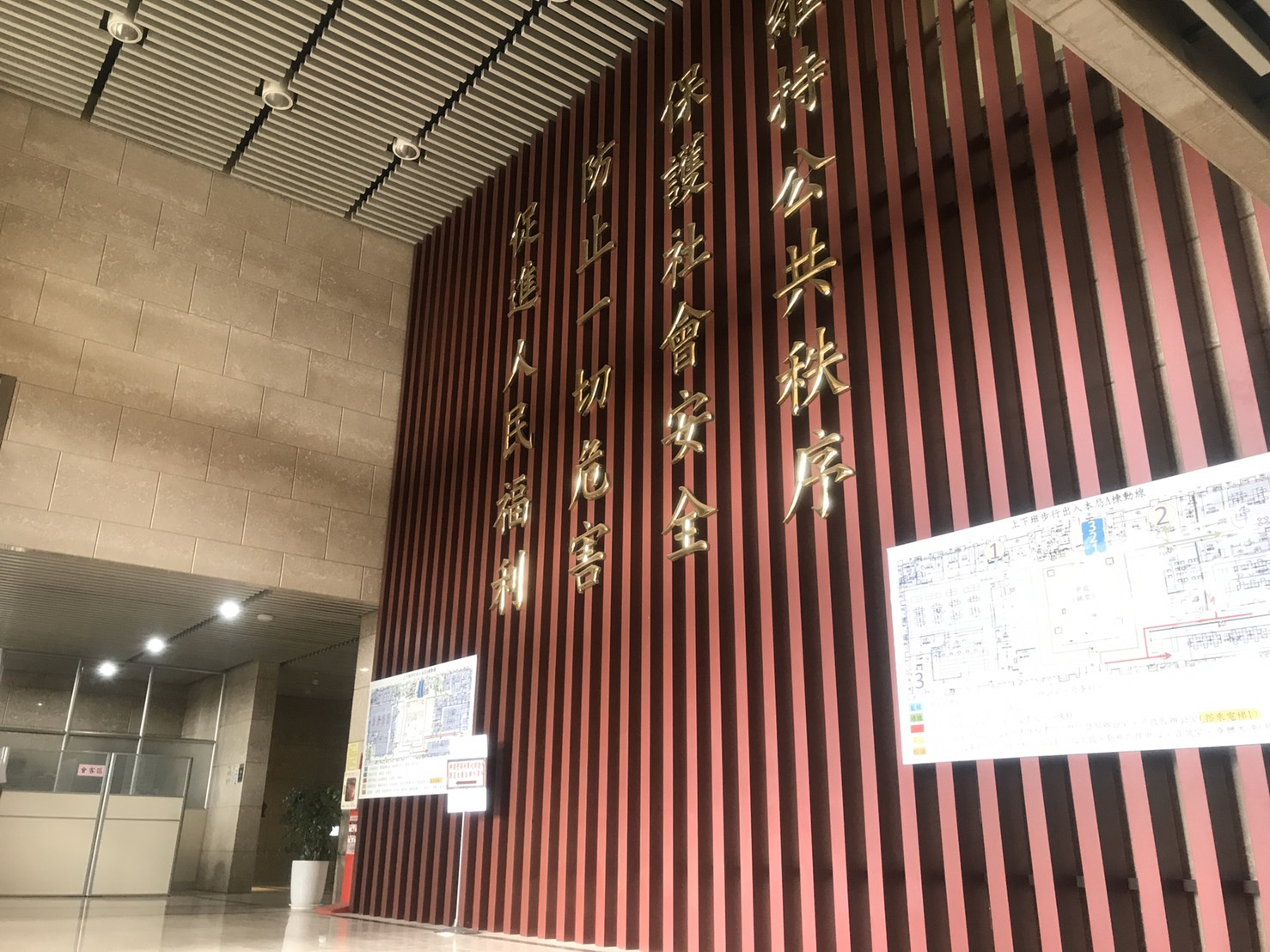
臺中市政府警察局一樓

臺中市政府警察局（簡稱臺中市警察局、臺中市警局、中市警局），為臺中市最高警察行政機關，隸屬臺中市政府，並受內政部警政署指揮、監督。負責臺中市的警察行政、人事等事務以及維護地方治安。下轄第一、第二、第三、第四、第五、第六、東勢、豐原、大雅、和平、大甲、太平、霧峰、清水、烏日等15個分局，總局設於潭子區。

## 歷史

### 沿革
- 1895年（明治28年）日本領有大清帝國台灣省，8月24日台灣總督府頒布《民政支部及出張所規程》，民政支部（原清朝臺灣府，轄今臺中縣市、彰化縣、南投縣、雲林縣區域）下設庶務、殖產、警務三課，最初由日本本土調配警務人力支援，此為台灣正式配置專門警察機構之始。當時地方行政基層係以警察為中心，除一般治安維護業務外，舉凡政治思想、結婚生子、戶口管理，還有鴉片管理、公共衛生、徵收稅金、物資分配、地政調查等，也都是警察業務。
- 1896年（明治29年）臺灣進入民政時期，中央由台灣總督府民政部內務部設警保課；地方制度改為「三縣四廳」，其中民政支部改為台中縣，下設內務、財務、警察課。
- 1897年（明治30年）台灣總督乃木希典根據六三法自行頒布三段警備法（台灣特別法）以三段警備制來整治台灣治安，隔年2月廢除。6月台中縣依台灣總督府府令第23號分設南投、台中、葫蘆墩、犁頭店、牛罵頭、大肚、彰化、和美線、鹿港、二林、北斗、社頭、員林、埔里社等警察署。
- 1898年（明治31年）8月，新任總督兒玉源太郎頒布《台灣保甲條例》與《台灣保甲條例施行細則》，民政長官後藤新平邀辜顯榮任「保甲總局」首任局長，地方各庄設「聯庄保甲局」以協助警察維護地方治安，日治台灣的保甲制度形成。
- 1901年（明治34年），台灣總督府民政部改設警察本署，地方制度改為「二十廳」；台中廳下設總務、稅務、警務課。
- 1919年（大正8年），警察本署改稱警務局。
- 1920年（大正9年）9月1日台灣地方制度改為「五州二廳」；台中州設知事官房、內務部、警務部，轄下郡役所設警察課，市役所設警察署與分署，台中警察署成立（府令51號），設有司法、行政、衛生、戶口等四係；轄下設有第一監視區（初音町、寶町、新富町三間警察官吏派出所）、第二監視區（橘町、櫻町、樹子腳等三間警察官吏派出所）。
- 1934年（昭和9年），由台中州土木課營繕係設計、監工的台中警察署廳舍落成（今臺中市警察局第一分局）。
- 1941年（昭和16年）台中州聯合保甲協會成立，共有保正55名、甲長567名，壯丁團共有團長9名、副團長19名、壯丁347名[1]。
- 1945年（民國34年）中華民國政府接收日本台灣總督府管轄地區，12月15日臺灣省行政長官公署公布「臺灣省省轄市警察局組織暫行規程」成立臺中縣警察局與臺中市警察局。臺中市警察局初設3課、3室、2隊、2分局（「第一分局」、「第二分局」，共11個派出所）；臺中縣警察局最初轄區範圍涵蓋今彰化縣與南投縣。
- 1947年2月1日，臺灣省行政長官公署將臺中縣北屯、西屯、南屯等三個鄉劃入臺中市管轄，北屯區劃入第二分局負責，原管轄西屯與南屯的警察局（1945年12月15日成立）則更名為「第四分局」。2月28日228事件爆發後，臺中市警察局將第一分局的東區與南區劃出成立「第三分局」。
- 1950年9月1日，臺灣省政府公布〈臺灣省各縣市行政區域調整方案〉。10月21日，臺中縣政府因彰化、南投縣成立而將縣治由員林遷至豐原；臺灣省政府警務處代電頒布〈各縣市警察局警力調整方案〉，將原臺中縣警察局之警力分劃為臺中縣警察局、彰化縣警察局及南投縣警察局。臺中縣警察局組織分為5課、2室、4個分局（豐原、清水、大屯與東勢分局，共6個分駐所及66個派出所）。
- 1953年，臺中縣警察局調整清水、豐原兩分局管區，將大甲鎮、外埔鄉、大安鄉、后里鄉劃出成立「大甲分局」。
- 1958年，臺中縣警察局將東勢分局的和平鄉劃出成立「和平分局」；將大屯分局的霧峰鄉、大里鄉、太平鄉劃出成立「霧峰分局」。
- 1965年，臺中縣警察局將清水分局與大屯分局的轄區調整後，廢除大屯分局改為「烏日分局」。
- 1980年12月11日，臺中市警察局將第二分局的北屯區劃出成立「第五分局」。
- 1992年，依內政部頒布的〈戶警分立方案〉，戶政改隸縣市政府民政局。
- 1998年-1999年，臺中縣市消防局相繼成立，警局消防隊改隸消防局。
- 2000年，地方安檢業務移撥至行政院海岸巡防署接管。
- 2001年10月31日，原為第四分局轄區的西屯區劃出成立「第六分局」。
- 2003年，原為霧峰分局的太平市劃出成立「太平分局」。內政部入出國及移民署成立，裁撤陸務課。
- 2010年12月25日，臺中縣市合併升格為臺中市，縣市警察局合併成立臺中市政府警察局，警察職位配合直轄市等級調整人事。
- 2013年2月19日，成立大雅分局籌備小組[2][3]。
- 2020年3月11日，大雅分局正式成立。[4]
- 2021年1月6日，成立捷運警察隊。

### 廳舍大事記
- 1930年，頂街駐在所落成啟用。

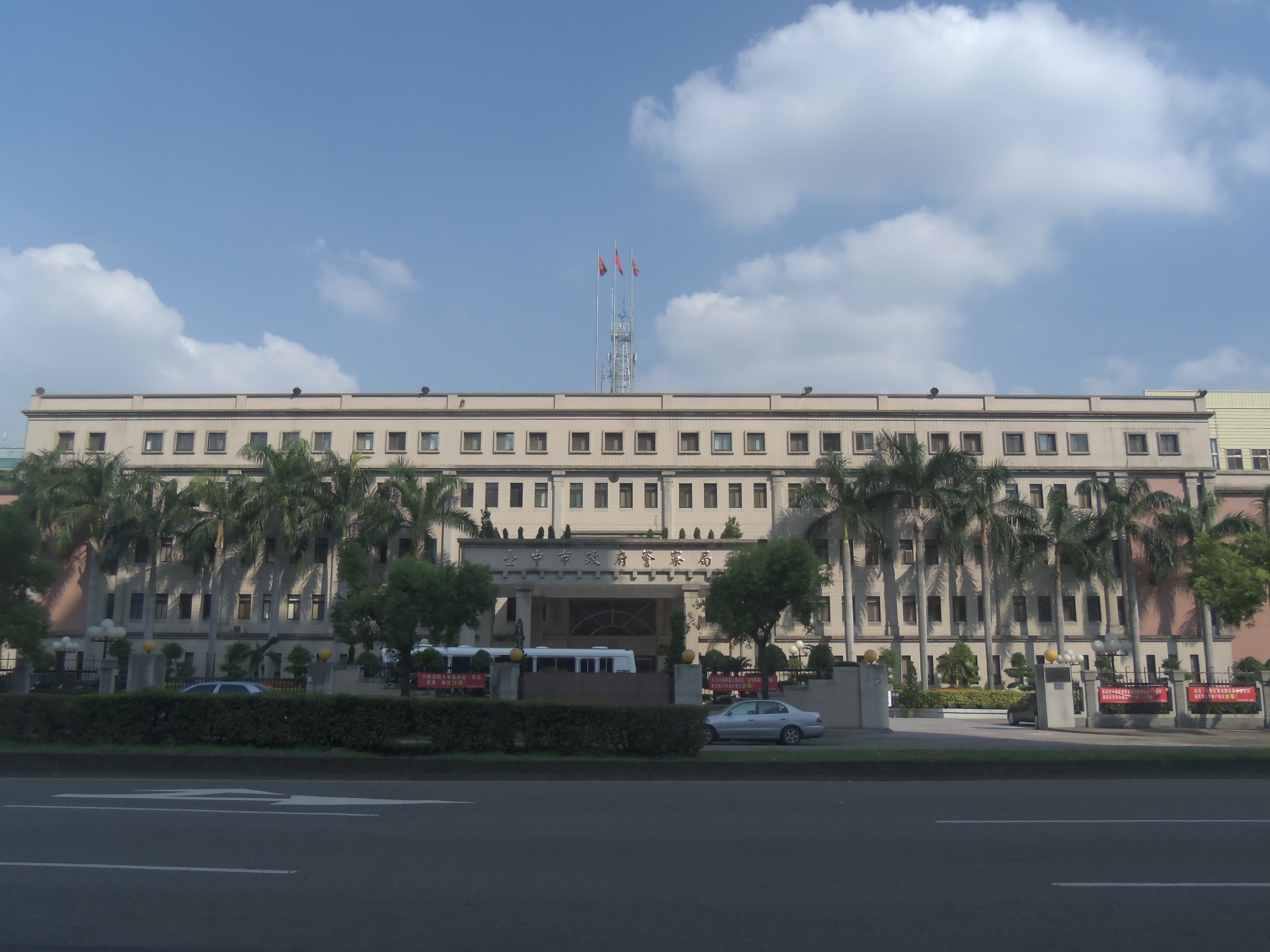
1992年6月－2020年3月的台中市政府警察局總局

- 1945年11月25日，臺中縣警察局設址於彰化縣員林鎮。
- 1945年12月15日臺中市警局成立，下設第一、第二分局；最初市警局與第一分局共用原台中警察署廳舍，隨後第一分局又遷至成功路上（今大誠分駐所）。
- 1947年2月1日，臺中縣西屯鄉與南屯鄉納入臺中市後原分局改為第四分局，設在西屯鄉黎明、西屯路口（今西屯派出所）。2月28日發生二二八事件後，增設第三分局與復興路派出所（原為第一分局老松町分駐所，今正義派出所）合署辦公（後於1985年原地改建）。
- 1950年10月21日，臺中縣警察局遷至豐原（今豐原分局址）。
- 1980年12月11日，新成立的第五分局設址於北屯路上（市立北屯國小附近）。
- 1982年4月23日，第四分局遷至南屯區干城街（黎明新村內）。
- 1992年6月15日，市警局遷至文心路，當時與臺灣省政府警政廳合署辦公；7月27日，第一分局遷回原處。
- 1992年9月8日，東勢分局原址改建為東勢鎮公所大樓（今東勢區公所）遷至今址。
- 2001年10月31日，新成立的第六分局設址於河南路一段（文華高中後方，今全聯福利中心文華店）。
- 2002年4月16日，豐原分局頂街派出所登錄為歷史建築。
- 2004年2月6日，(原)烏日庄役場（今烏日分局偵查隊）登錄為歷史建築。
- 2004年2月20日，第一分局建築（原臺中警察署廳舍）被台中市文化局登錄為歷史建築。
- 2007年，新成立的太平分局建於勤益科大旁的公有地（市圖太平坪林分館旁）。
- 2008年6月1日，第六分局遷至七期重劃區市政路上（柏地廣場旁）。
- 2009年8月6日，樂群街上的警察署宿舍登錄為歷史建築（今臺中文學館的一部分）。
- 2011年1月16日，豐原分局遷至原臺中縣警察局辦公，原址改為豐原派出所。6月15日，第五分局遷至崇德、松竹路口（北屯區公所旁）。12月24日，第四分局遷至永春東路、向心路口（原省轄時期衛生局址，與南屯衛生所合署）。
- 2013年3月15日，烏日警察官吏派出所登錄為歷史建築。12月，位於潭子區的警察局本部暨各大隊辦公廳舍興建工程動工。[5]
- 2015年7月16日，大雅分局新建廳舍（今大雅分駐所址）動工。[6][7]
- 2020年3月，總局及保安警察大隊遷至潭子新廈，僅交通警察大隊與刑事警察大隊留在原文心路廳舍辦公；同年7月，臺中市都市發展局與臺中市環境保護局遷入文心路廳舍合署辦公。[8]

## 歷任首長

### 日治時期
臺中州警務部部長
| 任次 | 姓名       | 就任時間 | 卸任時間 | 備註 |
| ---- | ---------- | -------- | -------- | --- |
| 1    | 伊藤兼吉   | 1920年   | 1922年   | 事務官，東京人 原任總督府法務部事務官民刑課課長兼監獄課課長 後任臺南州內務部事務官部長                   |
| 2    | 本間善庫   | 1922年   | 1924年   | 事務官，福島人 原任民政部警務局理蕃課蕃務警視兼警務課事務官 後任臺北州警務部事務官部長                   |
| 3    | 豬股松之助 | 1924年   | 1925年   | 事務官，秋田人 原任臺南州警務部事務官部長 後任臺中州內務部事務官部長                                     |
| 4    | 野口敏治   | 1925年   | 1927年   | 事務官，神奈川人 原任臺北州內務部地方課理事官課長 後任文教局學務課事務官課長                             |
| 5    | 兒玉魯一   | 1927年   | 1928年   | 事務官，福岡人 原任臺灣總督府高等商業學校教授 後任總督府澎湖廳廳長                                       |
| 6    | 赤堀鐵吉   | 1928年   | 1930年   | 事務官，和歌山人 原任高雄州內務部事務官部長 後任總督府殖產局事務官山林課課長兼鑛務課課長                 |
| 7    | 三輪幸助   | 1930年   | 1931年   | 事務官，東京人 原任臺中州新高郡役所地方理事官郡守 任內發生霧社事件 後任中央研究所庶務課事務官課長        |
| 8    | 福田直廉   | 1931年   | 1932年   | 事務官，福井人 原任高雄州警務部事務官部長兼港務部部長 後任新竹州新竹市市會議員                           |
| 9    | 坂口主稅   | 1932年   | 1934年   | 事務官，熊本人 原任臺南州警務部事務官部長 後任民政部警務局保安課事務官課長                               |
| 10   | 慶谷隆夫   | 1934年   | 1936年   | 事務官，三重人 原任新竹州警務部事務官部長 後任交通局遞信部參事庶務課課長兼海事課課長、航空係係長事務取扱 |
| 11   | 細井英夫   | 1936年   | 1937年   | 事務官，東京人 原任臺北州內務部地方課地方理事官課長 後任民政部警務局警務課事務官課長                     |
| 12   | 中平昌     | 1937年   | 1939年   | 事務官 原任臺北州內務部地方課地方理事官課長                                                              |
| 13   | 伊藤英三   | 1939年   | 1940年   | |
| 14   | 滿富俊美   | 1940年   | 1945年   | |

臺中警察署署長
| 任次 | 姓名         | 就任時間       | 卸任時間       | 備註                                                                                       |
| ---- | ------------ | -------------- | -------------- | ------------------------------------------------------------------------------------------ |
| 1    | 垣田林左衛門 | 1920年9月1日   | 1921年3月31日  | 警視，山口人 原任桃園廳警務課警部 後任新竹州大湖郡役所郡守兼警視                           |
| 2    | 松木盛益     | 1921年3月31日  | 1922年1月26日  | 警視，東京人 原任新竹州大湖郡役所郡守兼警視 後任臺中州大屯郡南屯庄庄長                     |
| 3    | 細井鶴三郎   | 1922年1月26日  | 1924年12月25日 | 警視，東京人 原任臺中州大甲郡役所郡守                                                      |
| 4    | 西村吾六     | 1924年12月25日 | 1928年9月18日  | 地方警視，廣島人 原任臺北州警務部保安課警部課長 後任高雄州恆春郡役所地方理事官(郡守)       |
| 5    | 澤井益衛     | 1928年9月18日  | 1931年         | 地方警視，福岡人 原任臺北州警務部警務課警部 後任臺中州能高郡役所地方理事官(郡守)           |
| 6    | 塙亥之吉     | 1931年         | 1932年         | 地方警視，茨城人 原任民政部警務局庶務係屬 後任澎湖廳警務課地方警視課長                     |
| 7    | 松村強       | 1932年         | 1933年         | 地方警視，福井人 原任臺北州警務部高等警察課警部 後任高雄州警務部高等警察課地方警視課長     |
| 8    | 山木毅一郎   | 1933年         | 1936年         | 地方警視，琦玉人 原任高雄州高雄警察署地方警視署長 後任臺北州警務部警務課地方警視課長       |
| 9    | 大塚久義     | 1936年         | 1937年         | 地方警視，千葉人 原任臺南州警務部保安課警部課長 後任臺北州臺北北警察署地方警視署長         |
| 10   | 伊東增雄     | 1937年         | 1938年         | 地方警視，佐賀人 原任臺南州嘉義警察署地方警視署長 後任臺北州臺北北警察署地方警視署長       |
| 11   | 櫻井憲三     | 1938年         | 1939年         | 地方警視，愛知人 原任臺北州警務部高等警察課警部補 後任新竹州警務部警務課地方警視課長       |
| 12   | 東淺次郎     | 1939年         | 1940年         | 地方警視，和歌山人 原任臺北州基隆水上警察署地方警視署長 後任臺北州臺北南警察署地方警視署長 |
| 13   | 前田民三     | 1940年         | 1941年         | 地方警視，愛媛人 原任臺中州彰化警察署地方警視署長 後任臺北州臺北北警察署地方警視署長       |
| 14   | 江崎克己     | 1941年         | 1942年         | 地方警視，福岡人 原任高雄州屏東警察署地方警視署長 後任臺南州警察部高等警察課地方警視課長   |
| 15   | 友田藤太郎   | 1942年         | 1943年         | 地方警視，廣島人 原任臺中州彰化警察署地方警視署長 後任臺北市役所配給課吏員主事課長         |
| 16   | 中澤喜重     | 1943年         | 1945年         | 地方警視，群馬人 原任臺中州彰化警察署地方警視署長                                          |

### 民國時期

#### 省轄時期
臺中縣警察局局長
| 任次 | 姓名   | 就任時間 | 卸任時間 | 備註 |
| ---- | ------ | -------- | -------- | ---- |
| 代理 | 黃銘祥 |          |          |      |
| 代理 | 呂之亮 |          |          |      |
| 1    | 江風   |          |          |      |
| 2    | 呂之亮 |          |          |      |
| 3    | 陳鼐   |          |          |      |
| 4    | 何顥   |          |          |      |
| 5    | 李連福 |          |          |      |
| 6    | 方澄輝 |          |          |      |
| 7    | 王國棟 |          |          |      |
| 8    | 樊致祥 |          |          |      |
| 9    | 潘玉峋 |          |          |      |
| 10   | 林修瑜 |          |          |      |
| 11   | 王瑞松 |          |          |      |
| 12   | 唐鑑前 |          |          |      |
| 13   | 季錫斌 |          |          |      |
| 14   | 李惟喬 |          |          |      |
| 15   | 王琪琨 |          |          |      |
| 16   | 周德標 |          |          |      |
| 17   | 林昭標 |          |          |      |
| 18   | 廖兆祥 |          |          |      |
| 19   | 馬鑫昌 |          |          |      |
| 20   | 王安邦 |          |          |      |
| 21   | 王一飛 |          |          |      |
| 22   | 張連生 |          |          |      |
| 23   | 別棟甫 |          |          |      |
| 24   | 林茂生 |          |          |      |
| 25   | 陳瑞添 |          |          |      |
| 26   | 何海民 |          |          |      |
| 27   | 刁建生 |          |          |      |
| 28   | 陳國恩 |          |          |      |

臺中市警察局（省轄市）局長
| 任次 | 姓名   | 就任時間 | 卸任時間 | 備註 |
| ---- | ------ | -------- | -------- | ---- |
| 1    | 陳震   |          |          |      |
| 2    | 徐維新 |          |          |      |
| 3    | 呂之亮 |          |          |      |
| 4    | 洪字名 |          |          |      |
| 5    | 陳錦庭 |          |          |      |
| 6    | 鄭嚴登 |          |          |      |
| 7    | 萬開世 |          |          |      |
| 8    | 蘇銳淞 |          |          |      |
| 9    | 謝桂成 |          |          |      |
| 10   | 蕭炤文 |          |          |      |
| 11   | 鐘國貞 |          |          |      |
| 12   | 酈俊厚 |          |          |      |
| 13   | 趙勛奇 |          |          |      |
| 14   | 方士庭 |          |          |      |
| 15   | 夏濂   |          |          |      |
| 16   | 王曜臨 |          |          |      |
| 17   | 林永鴻 |          |          |      |
| 18   | 張世橪 |          |          |      |
| 19   | 李慶培 |          |          |      |
| 20   | 廖兆祥 |          |          |      |
| 21   | 李樹鈺 |          |          |      |
| 22   | 張友文 |          |          |      |
| 23   | 王錫田 |          |          |      |
| 24   | 孟宜蓀 |          |          |      |
| 25   | 王卓鈞 |          |          |      |
| 26   | 張慶裕 |          |          |      |
| 27   | 葉坤福 |          |          |      |
| 28   | 胡木源 |          |          |      |
| 29   | 邱豐光 |          |          |      |

#### 直轄市時期
臺中市警察局局長
| 任次 | 姓名   | 肖像          | 就任時間       | 卸任時間                                | 備註                                                                     |
| ---- | ------ | ------------- | -------------- | --------------------------------------- | ------------------------------------------------------------------------ |
| 1    | 刁建生 |               | 2010年12月25日 | 2014年1月16日                           | 中央警官學校正科40期 原任航空警察局局長 後陞任中央警察大學校長           |
| 代理 | 鍾國文 |               | 2014年1月16日  | 2014年1月29日                           | 副局長代理                                                               |
| 代理 | 邱豐光 |               | 2014年1月29日  | 2014年5月22日                           | 中央警官學校正科43期 內政部警政署警政委員代理                            |
| 2    | 邱豐光 | 2014年5月22日 | 2015年1月16日  | 代理局長真除 後調任臺北市政府警察局局長 |                                                                          |
| 3    | 蔡義猛 |               | 2015年1月16日  | 2016年7月16日                           | 中央警官學校正科43期 原任內政部警政署主任秘書 屆齡退休                   |
| 4    | 陳嘉昌 |               | 2016年7月16日  | 2017年9月20日                           | 中央警官學校正科43期 原任內政部警政署副署長 後調任臺北市政府警察局局長   |
| 5    | 楊源明 |               | 2017年9月21日  | 2021年7月15日                           | 中央警官學校正科47期 原任內政部警政署主任秘書 後調任臺北市政府警察局局長 |
| 6    | 蔡蒼柏 |               | 2021年7月16日  | 2023年1月15日                           | 中央警官學校正科45期 原任內政部警政署副署長 屆齡退休                     |
| 7    | 李文章 |               | 2023年1月16日  | 2025年8月1日                            | 中央警官學校正科51期 原任保安警察第三總隊總隊長                          |
| 8    | 吳敬田 |               | 2025年8月1日   | 現任                                    | 中央警察大學戶政學系50期 原內政部警政署警政委員                          |

資料來源：臺中市史、臺灣總督府職員錄系統、臺中市政府警察局全球資訊網

## 組織

### 局本部
- 局長1人（警監）
  - 副局長3人（警監）
  - 主任秘書1人（警監）
  - 督察長1人（警監）
  - 警政監8人（警監）
    - 科長8人（警正）
    - 主任7人（警正）
    - 督察10人（警正）
    - 秘書3人（警正）
    - 專員16人（警正）
    - 股長42(4)人（警正）
    - 督察員14人（警正）
    - 警務正100人（警正）
    - 警務員43人（警佐或警正）
    - 巡官36人（警佐或警正）
    - 技士7人（委任第五職等或薦任第六職等至第七職等）
      - 警務佐19人（警佐或警正）
      - 巡佐8人（警佐或警正）
      - 技佐15人（委任第四職等至第五職等）（內8人得列薦任第六職等）
      - 警員56人（警佐）
      - 辦事員24人（委任第三職等至第五職等）
      - 書記22人（委任第一職等至第三職等）

### 業務單位
- 行政科：勤務股、正俗股、警政股。
- 保安科：警備股、保安股。
- 訓練科：訓練股、教育股、諮商股。
- 外事科：外事股、僑防股。
- 後勤科：裝備股、採購股、營繕股、通訊股。
- 保防科：保防股、觀保股、偵防股、社調股。
- 防治科：戶口股、民力股。
- 犯罪預防科：預防股、宣導股。
- 勤務指揮中心：企劃股、行政股。
- 刑事鑑識中心：第一股、第二股、第三股。
- 民防管制中心：業務股、修護股。

### 輔助單位
- 督察室：行政股、勤務股、風紀股、特種警衛股。（股長由督察兼任）
- 公共關係室：公關股、新聞股等。
- 秘書室：機要股、研考股、文書股、檔案股、庶務股、出納股。
- 資訊室：系統操作股、作業管理股、規劃設計股。
- 法制室：綜合股。
- 人事室：任免股、考核股、福利股、綜合股。
- 會計室：預算股、審核股、決算股。
- 統計室
- 政風室：第一股、第二股、第三股。

### 直屬機關
- 刑事警察大隊：8組、2室、1中心，下設偵一隊至偵八隊、科技犯罪偵查隊，另有任務編組（毒品查緝中心、警犬隊）。
- 保安警察大隊：3組、3室、1中心，下設第一中隊、第二中隊、特勤中隊（霹靂小組）。
- 交通警察大隊：6組、2室、1中心，下設3個直屬中隊、15個交通分隊配賦各警察分局。
- 少年警察隊
- 婦幼警察隊
- 捷運警察隊

### 分局
各分局均設有行政組、督察組、防治組、保防組、保安民防組、交通組、偵查隊、警備隊、勤務指揮中心以及各分駐所與派出所，全市共有15個分局、116個分駐所和派出所
。
| 分局名稱 | 轄區                           | 地址                   | 人口     | 面積（km2） | 創立時間       | 分駐所、派出所、駐在所                                                               | 網址                                                         |
| -------- | ------------------------------ | ---------------------- | -------- | ----------- | -------------- | ------------------------------------------------------------------------------------ | ------------------------------------------------------------ |
| 第一分局 | 西區、中區                     | 西區三民路一段178號    | 13萬 人  | 6.5845      | 1945年12月15日 | 大誠分駐所、西區、繼中、民權、公益                                                   | www.police.taichung.gov.tw/precinct1/ （页面存档备份，存于） |
| 第二分局 | 北區                           | 北區太原路二段228號    | 14.2萬人 | 6.9376      | 1945年12月15日 | 永興、育才、立人、文正、臺中公園                                                     | www.police.taichung.gov.tw/precinct2/ （页面存档备份，存于） |
| 第三分局 | 南區、東區                     | 南區復興路三段157號    | 20.1萬人 | 16.0956     | 1947年2月28日  | 東信、正義、立德、勤工、健康、東區分駐所                                             | www.police.taichung.gov.tw/precinct3/ （页面存档备份，存于） |
| 第四分局 | 南屯區                         | 南屯區向心南路811號408 | 18.5萬人 | 31.2578     | 1945年12月15日 | 大墩、南屯、春社、黎明                                                               | www.police.taichung.gov.tw/precinct4/ （页面存档备份，存于） |
| 第五分局 | 北屯區                         | 北屯區崇德路三段2號    | 31.1萬人 | 62.7034     | 1980年12月11日 | 北屯、水湳、四平、東山、文昌、松安                                                   | www.police.taichung.gov.tw/precinct5/ （页面存档备份，存于） |
| 第六分局 | 西屯區                         | 西屯區市政路456號      | 23.6萬人 | 39.8467     | 2001年10月31日 | 西屯、何安、市政、協和、永福、工業區                                                 | www.police.taichung.gov.tw/precinct6/ （页面存档备份，存于） |
| 豐原分局 | 豐原區、神岡區                 | 豐原區中山路225號      | 22.7萬人 | 134.4896    | 1945年12月15日 | 豐原、合作、頂街、豐東、翁子、社口、豐洲、神岡分駐所                                 | www.police.taichung.gov.tw/fengyuan/ （页面存档备份，存于）  |
| 大雅分局 | 大雅區、潭子區                 | 大雅區中清東路226號    | 20.3萬人 | 58.2606     | 2020年3月11日  | 大雅、馬崗、頭家、潭北、潭子分駐所                                                   | www.police.taichung.gov.tw/daya/ （页面存档备份，存于）      |
| 東勢分局 | 東勢區、石岡區、新社區         | 東勢區豐勢路512號      | 8.5萬人  | 204.5044    | 1920年         | 東勢、土牛、東興、永源、中坑、茅埔、石城、福中、石岡分駐所、新社分駐所               | www.police.taichung.gov.tw/dongshi/ （页面存档备份，存于）   |
| 和平分局 | 和平區                         | 和平區東關路三段154號  | 1萬人    | 1037.8192   | 1958年7月1日   | 和平、天輪、谷關、德基、環山、勝光、雙崎、竹林、桃山、大棟、雪山、梨山分駐所         | www.police.taichung.gov.tw/heping/ （页面存档备份，存于）    |
| 清水分局 | 清水區、沙鹿區、梧棲區         | 清水區鰲峰路23號       | 25.3萬人 | 123.0376    | 1945年12月15日 | 大楊、大秀、安寧、高美、明秀、光華、清泉、三田、清水、梧棲分駐所、沙鹿分駐所         | www.police.taichung.gov.tw/qingshui/ （页面存档备份，存于）  |
| 大甲分局 | 大甲區、外埔區、大安區、后里區 | 大甲區文武路1號        | 17.8萬人 | 187.2775    | 1953年4月      | 大甲、日南、西岐、海墘、安定、月眉、義里、泰安、大安分駐所、外埔分駐所、后里分駐所   | www.police.taichung.gov.tw/dajia/ （页面存档备份，存于）     |
| 太平分局 | 太平區                         | 太平區中山路一段215號  | 19.6萬人 | 120.7473    | 2003年         | 太平、新平、坪林、頭汴、宏龍                                                         | www.police.taichung.gov.tw/taiping/ （页面存档备份，存于）   |
| 霧峰分局 | 霧峰區、大里區                 | 霧峰區中正路1236號     | 27.5萬人 | 126.7537    | 1958年         | 霧峰、吉峰、萬豐、仁化、成功、內新、國光、十九甲、四德、大里分駐所                   | www.police.taichung.gov.tw/wufeng/ （页面存档备份，存于）    |
| 烏日分局 | 烏日區、大肚區、龍井區         | 烏日區中山路二段309號  | 21.2萬人 | 118.4433    | 1945年12月15日 | 烏日、五光、溪南、追分、龍津、龍東、麗水、犁份、瑞井、三和、大肚分駐所、龍井分駐所、 | www.police.taichung.gov.tw/wuri/ （页面存档备份，存于）      |

## 相片集
總局與分局

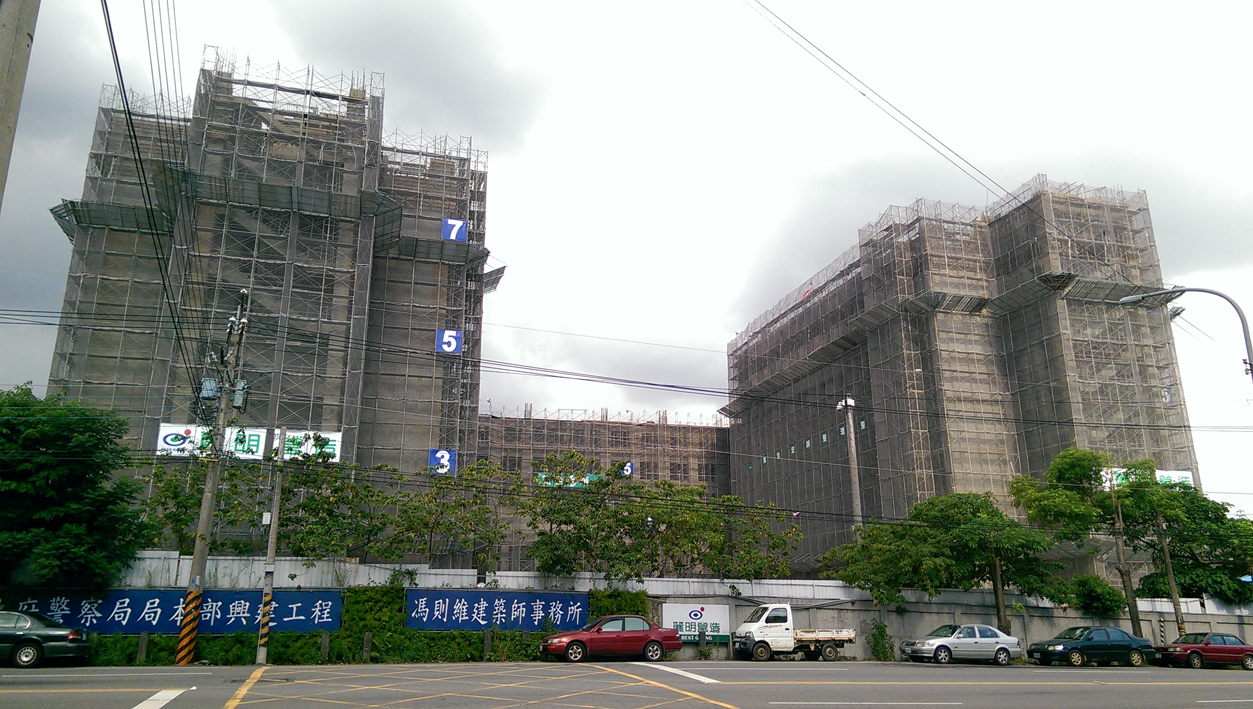
臺中市政府警察局新總局2015年6月新建工程
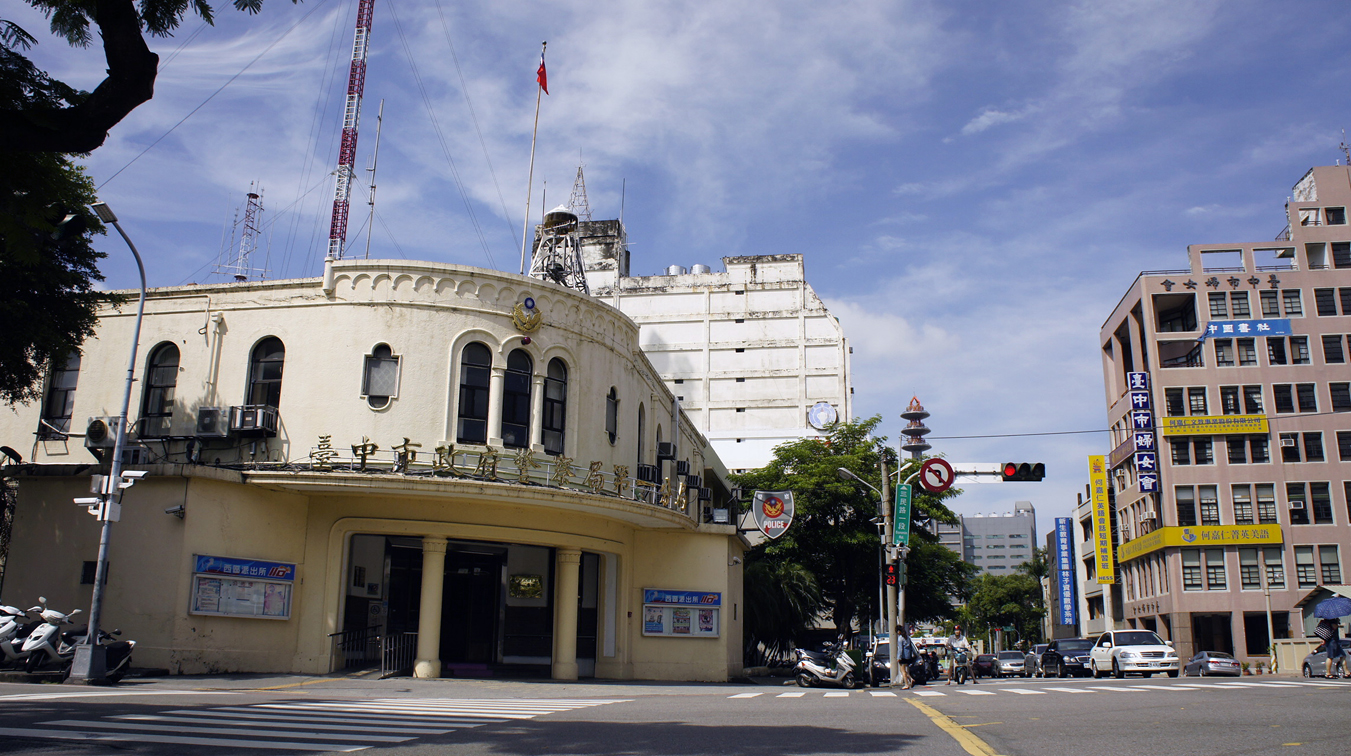
第一分局（原台中警察署）
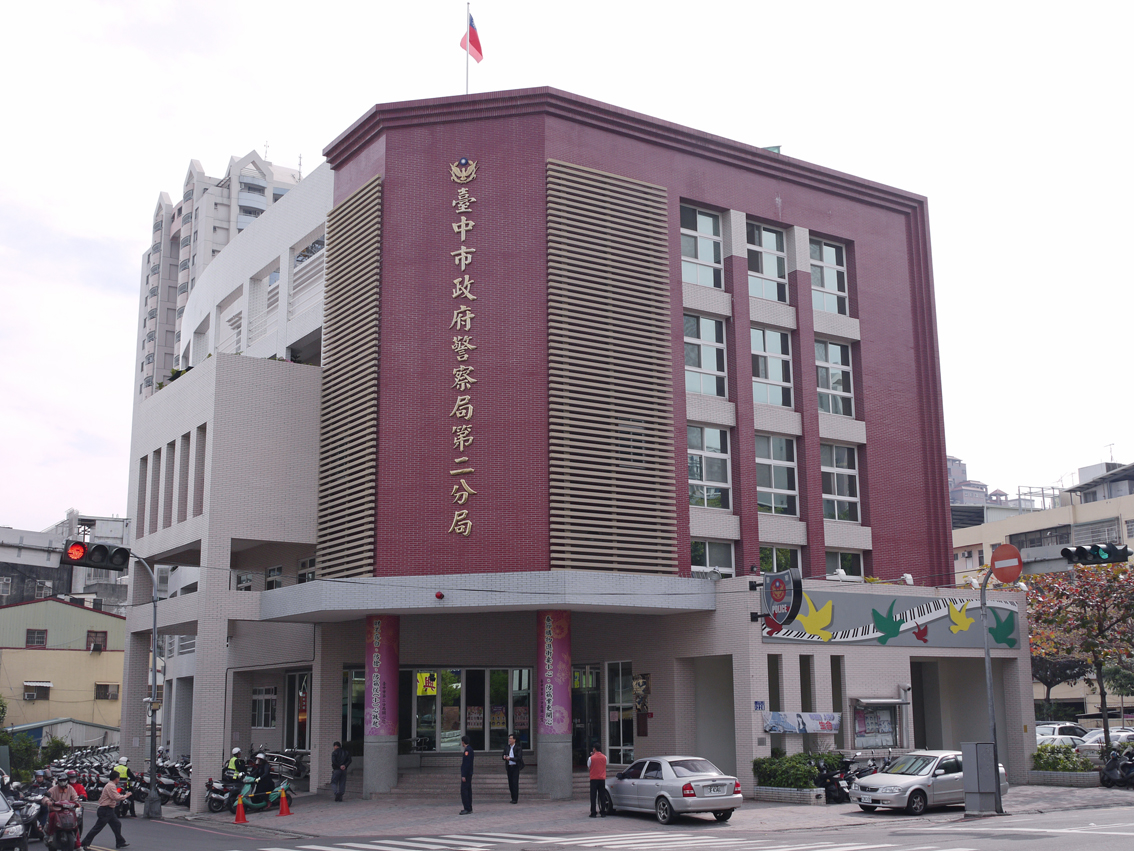
第二分局
第三分局（2014年4月新址）
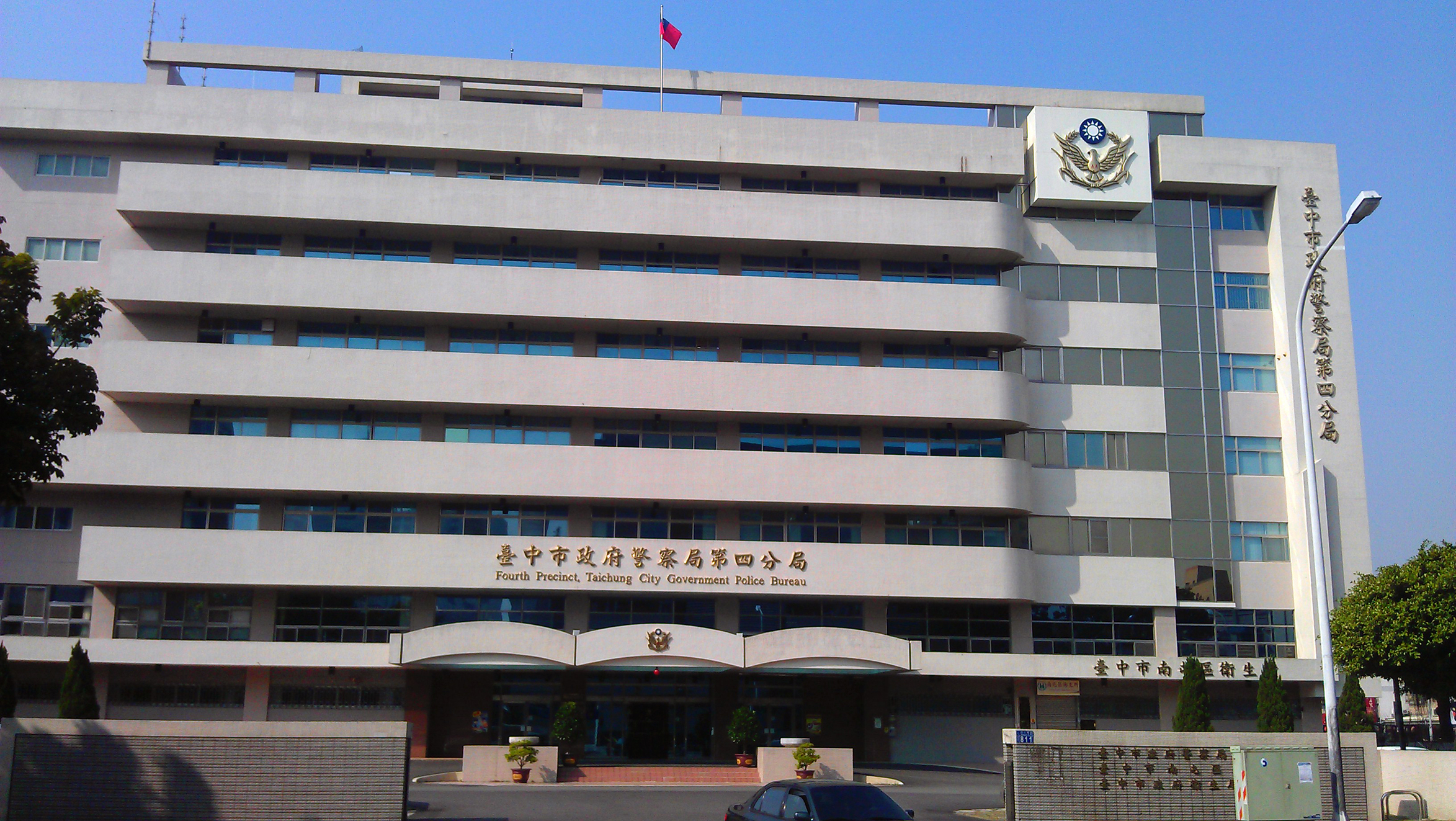
第四分局
第五分局
第六分局
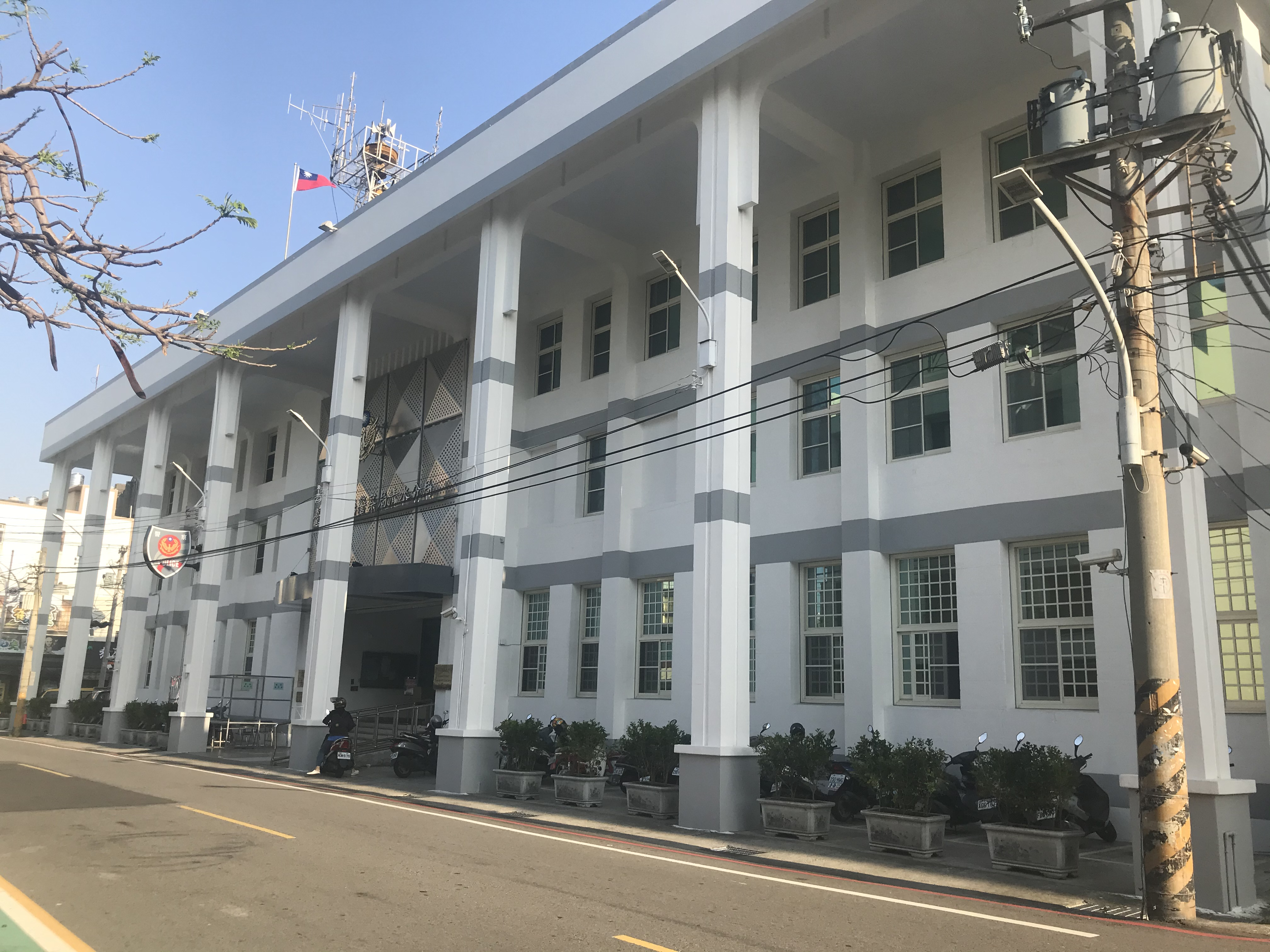
清水分局
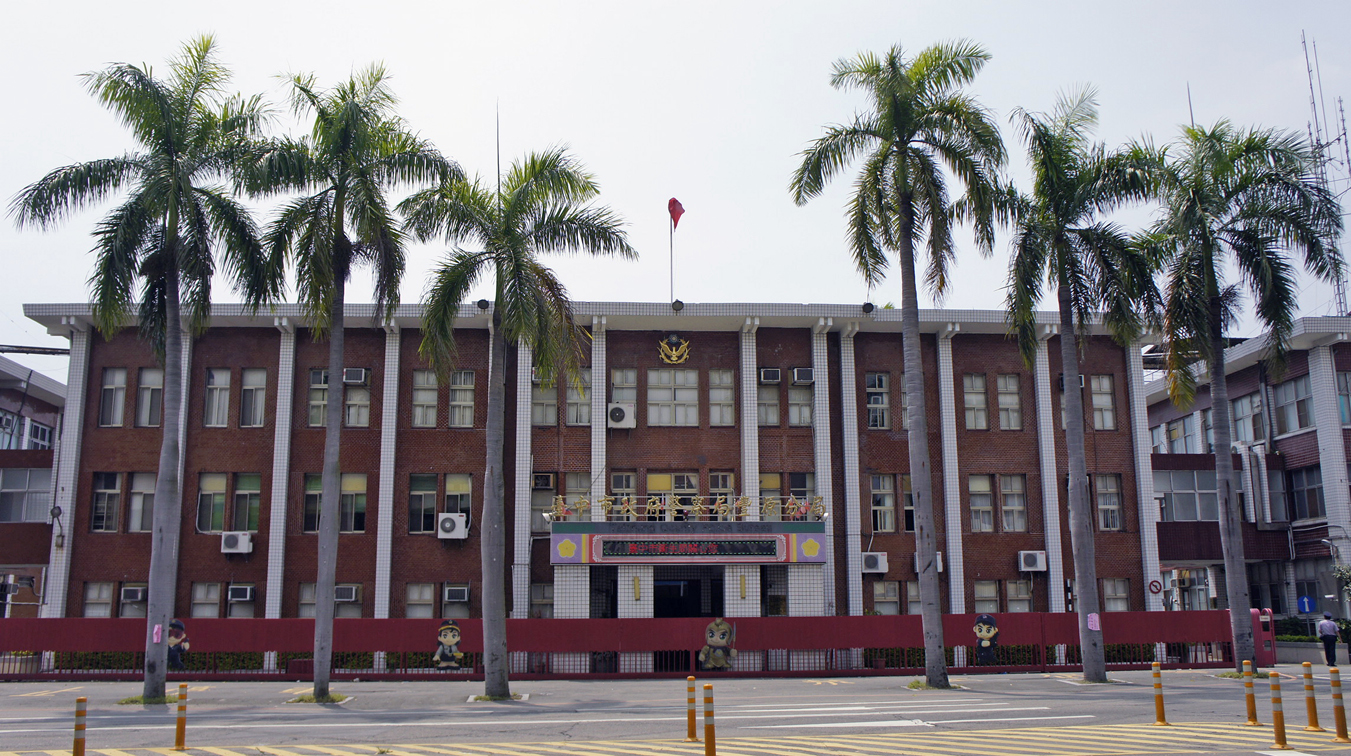
豐原分局
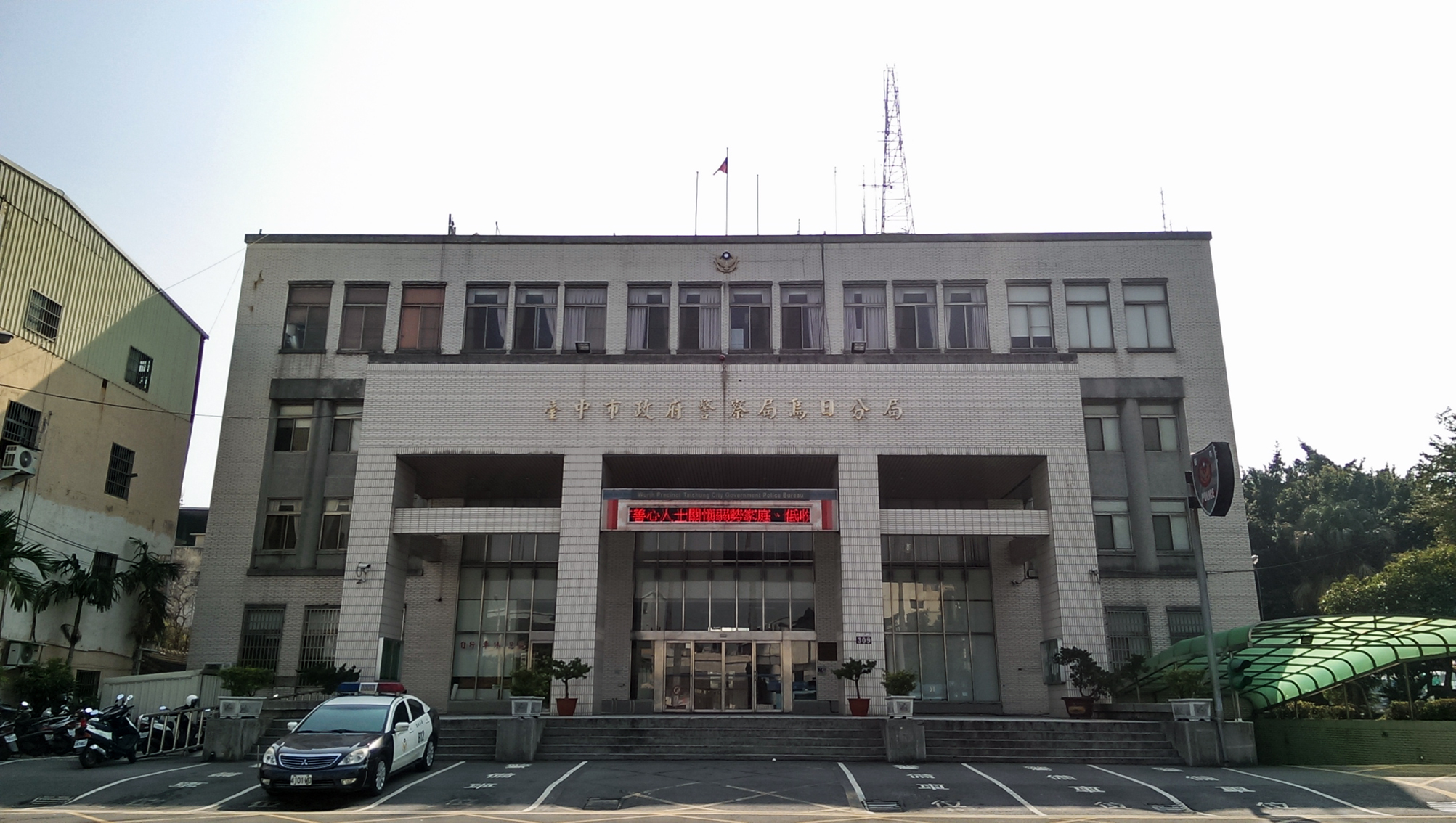
烏日分局
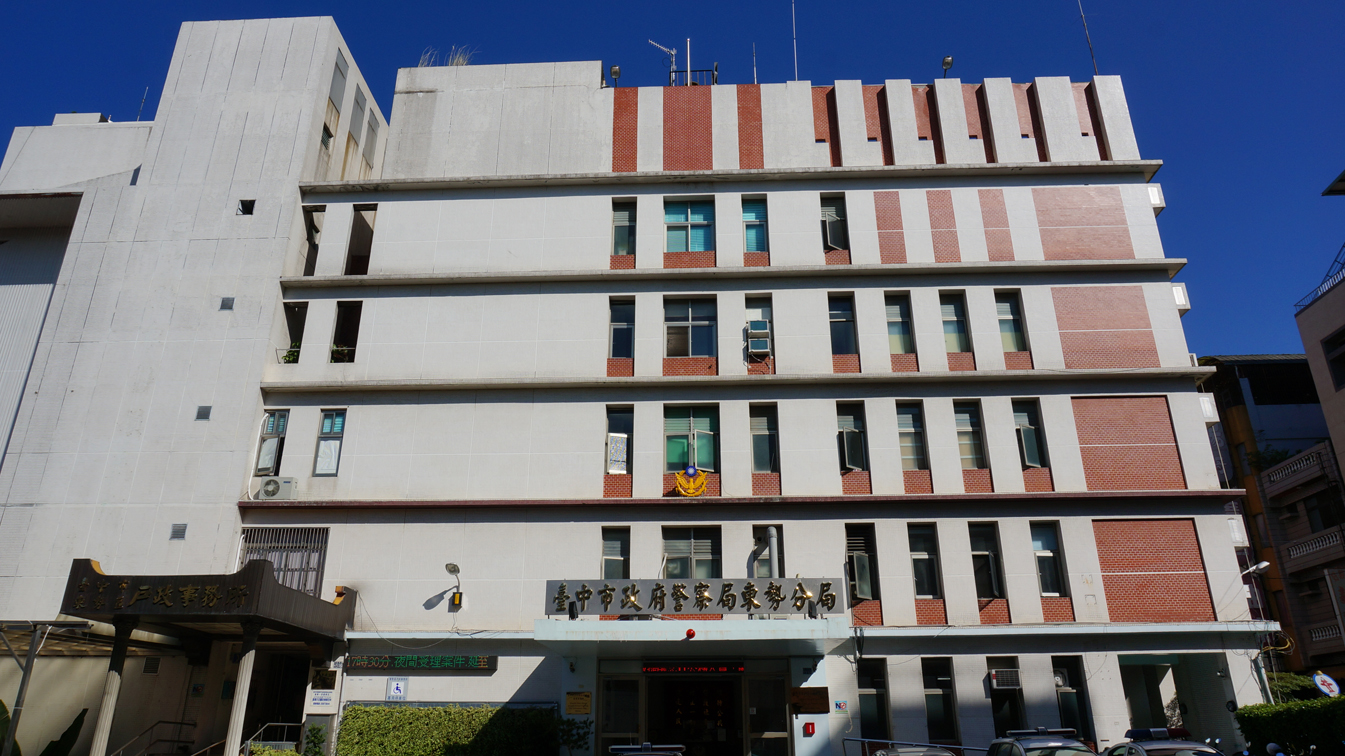
東勢分局
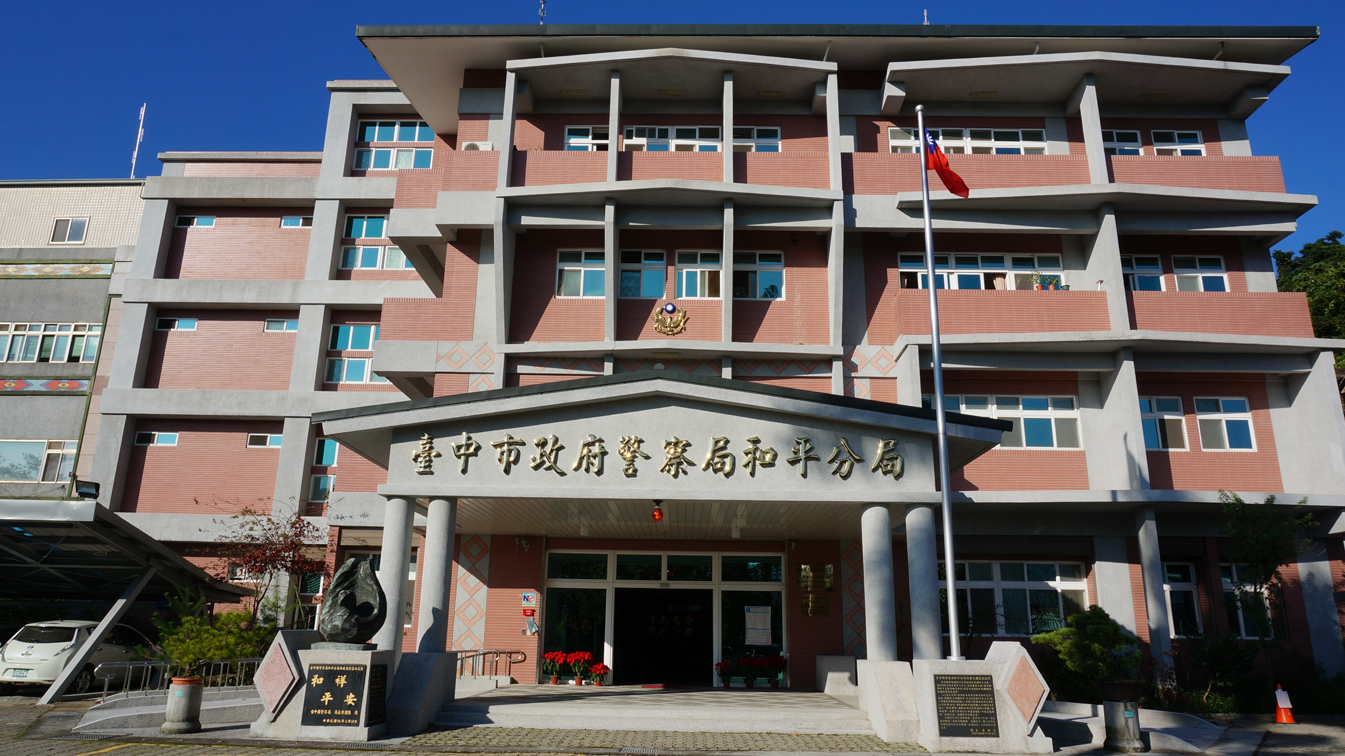
和平分局
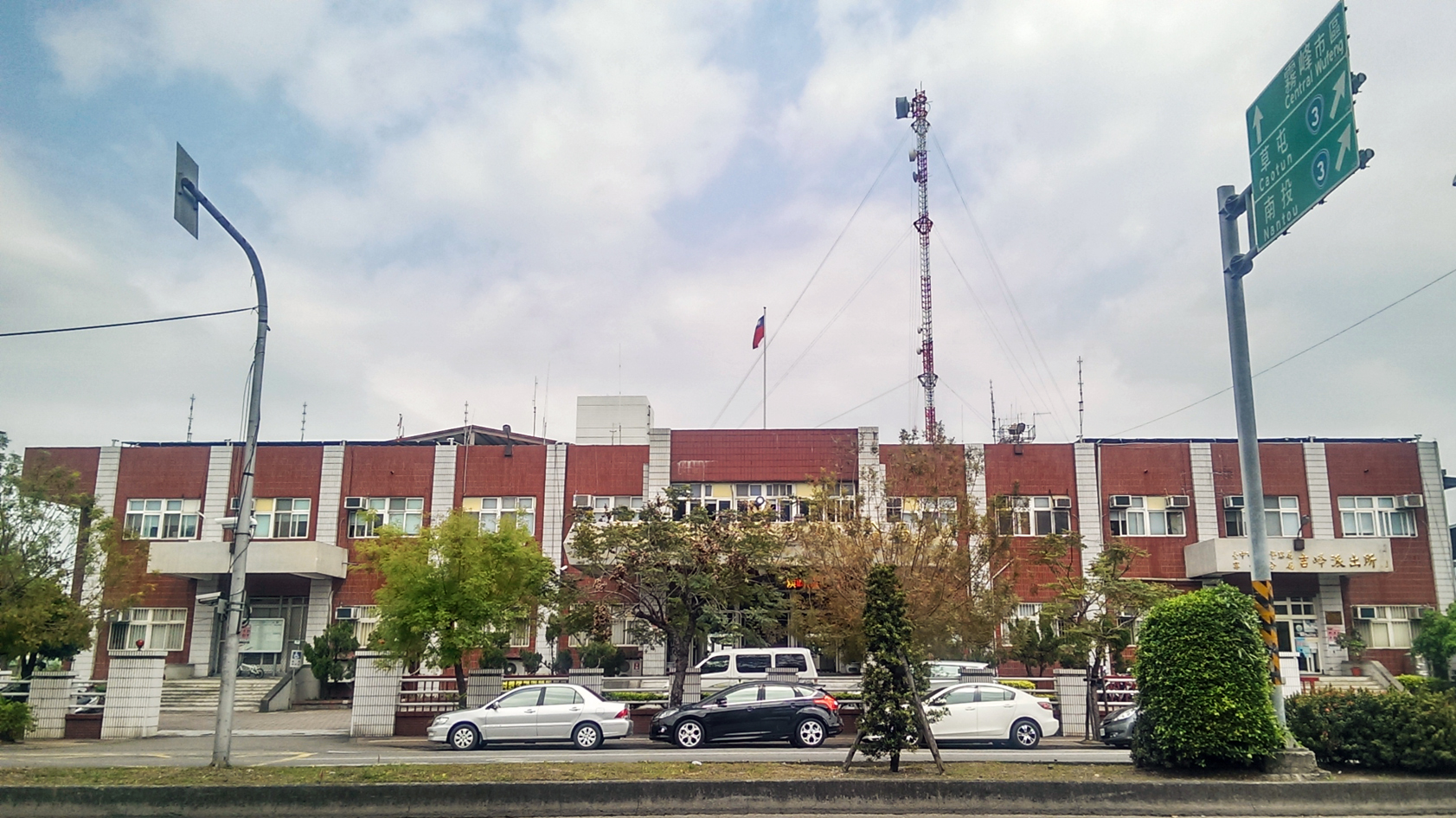
霧峰分局

分駐所、派出所與相關警察建築

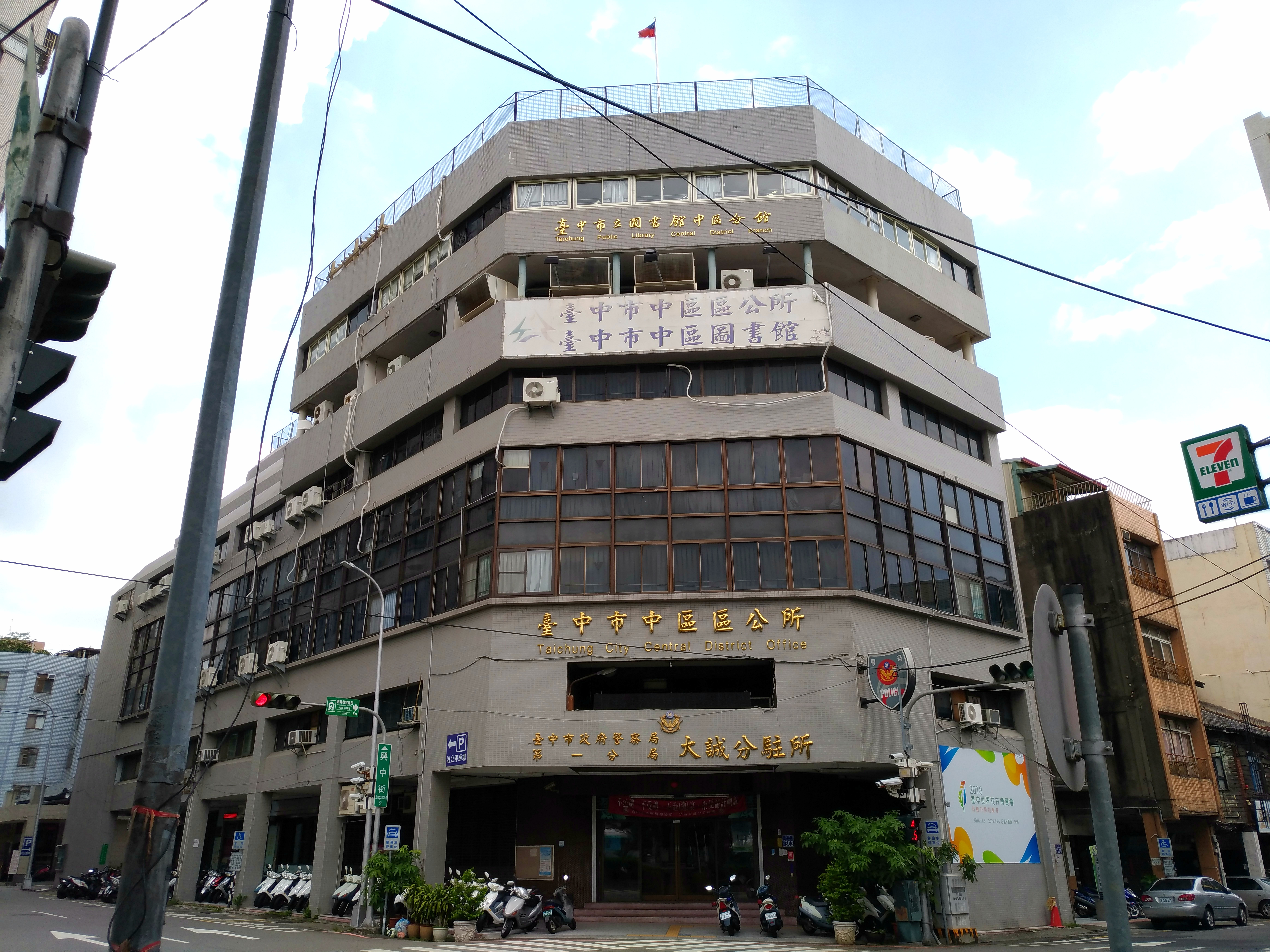
大誠分駐所
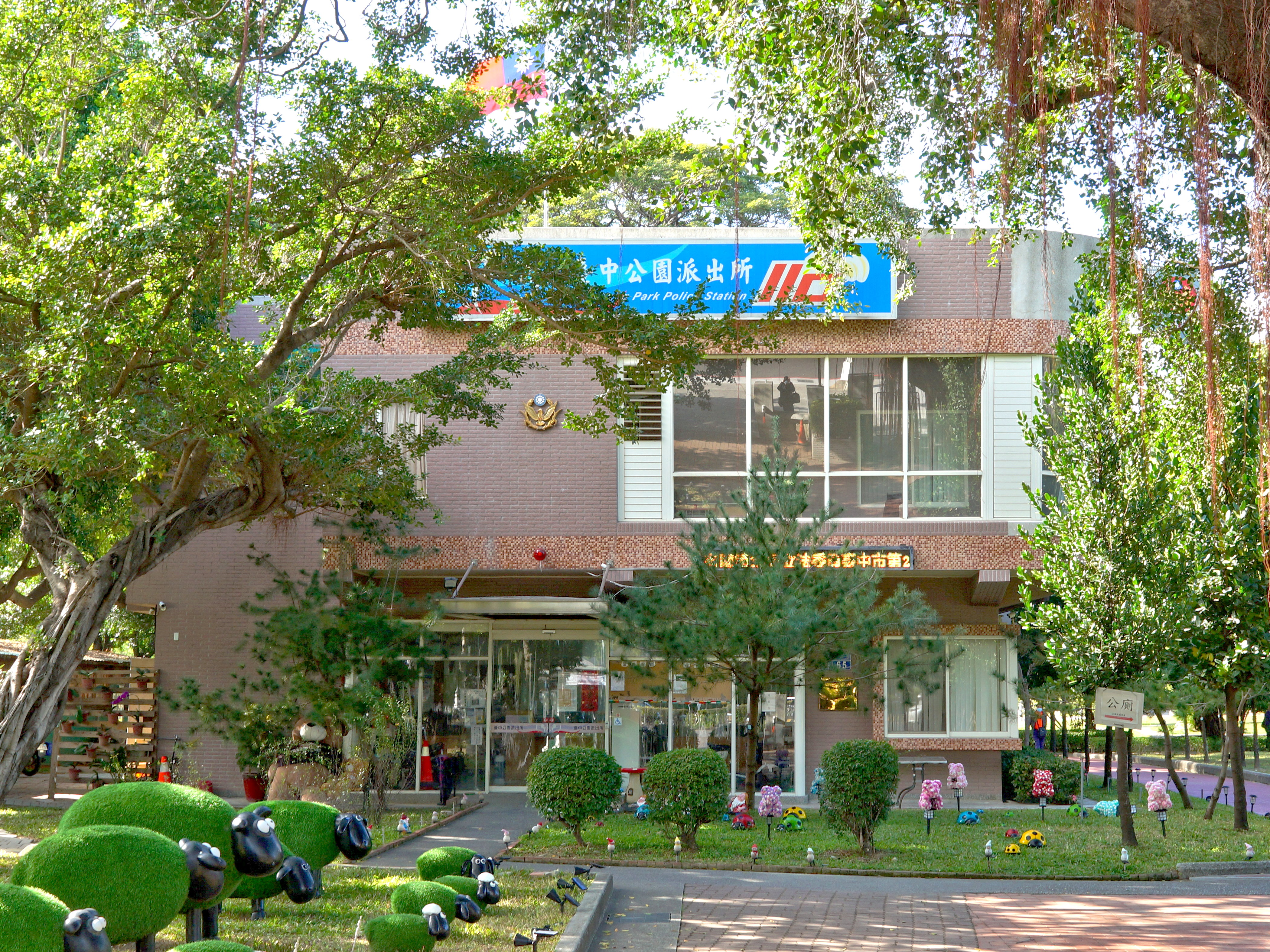
臺中公園派出所
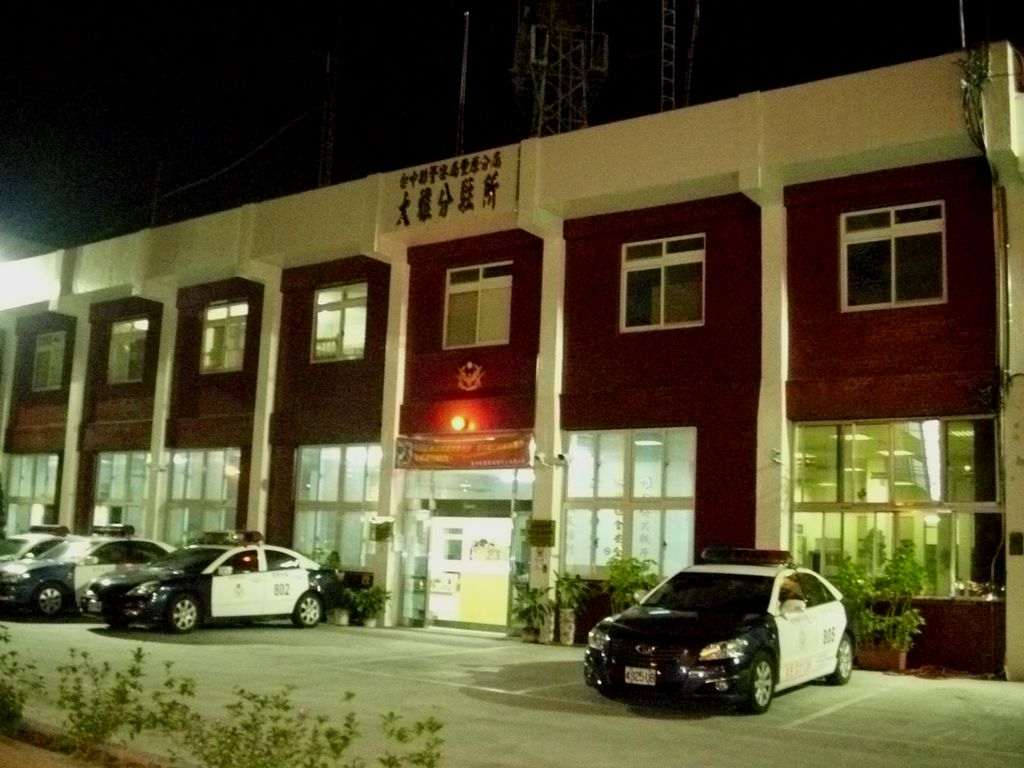
大雅分駐所（現已改為大雅派出所）
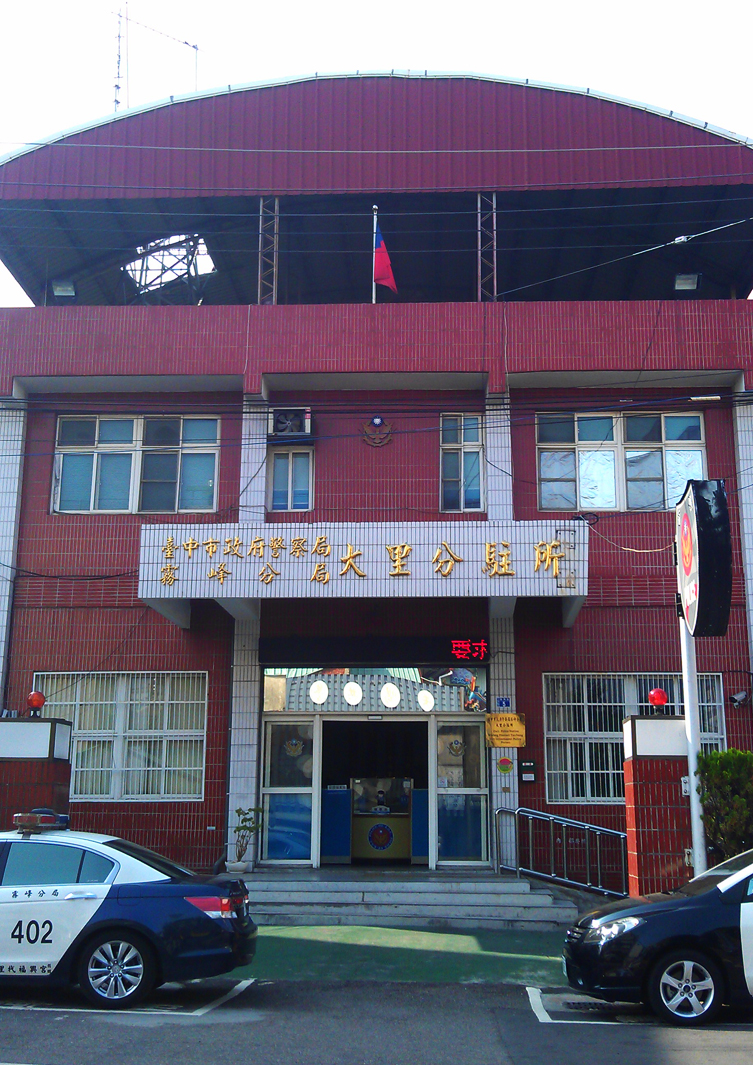
大里分駐所
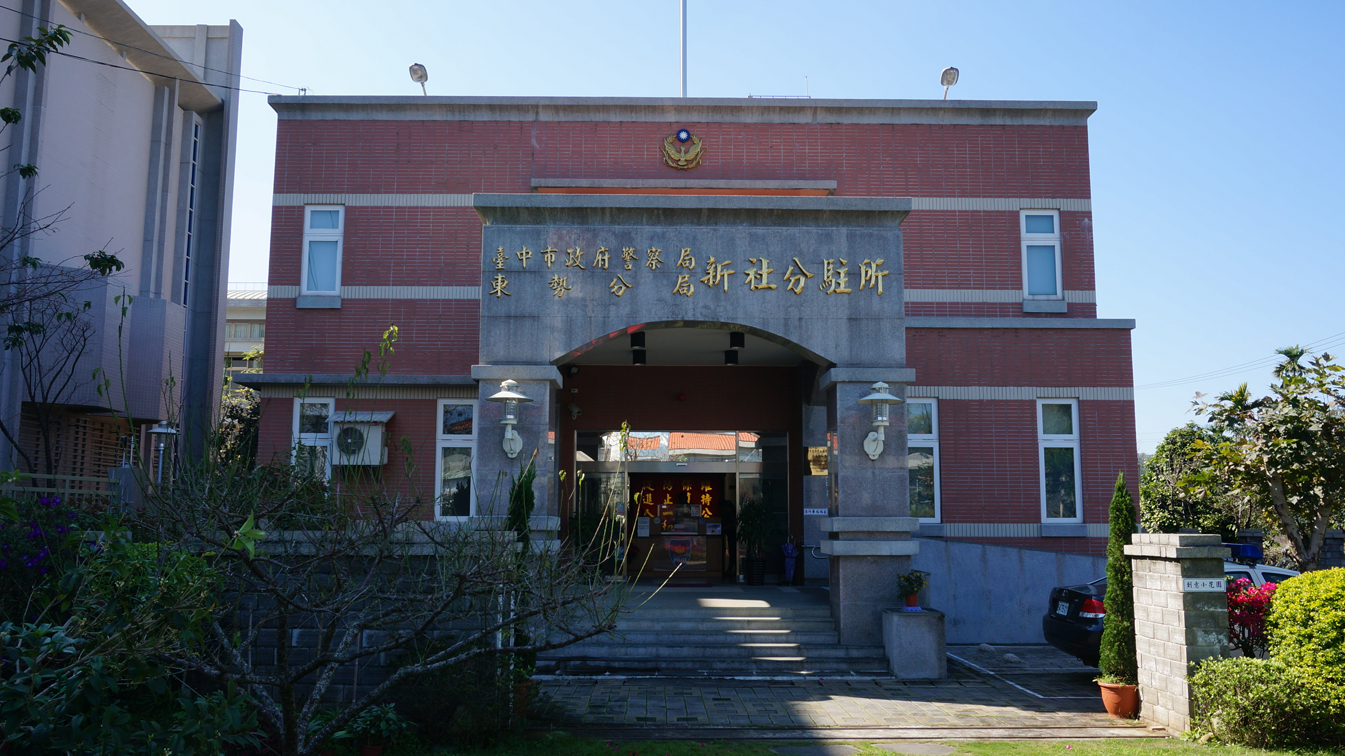
新社分駐所
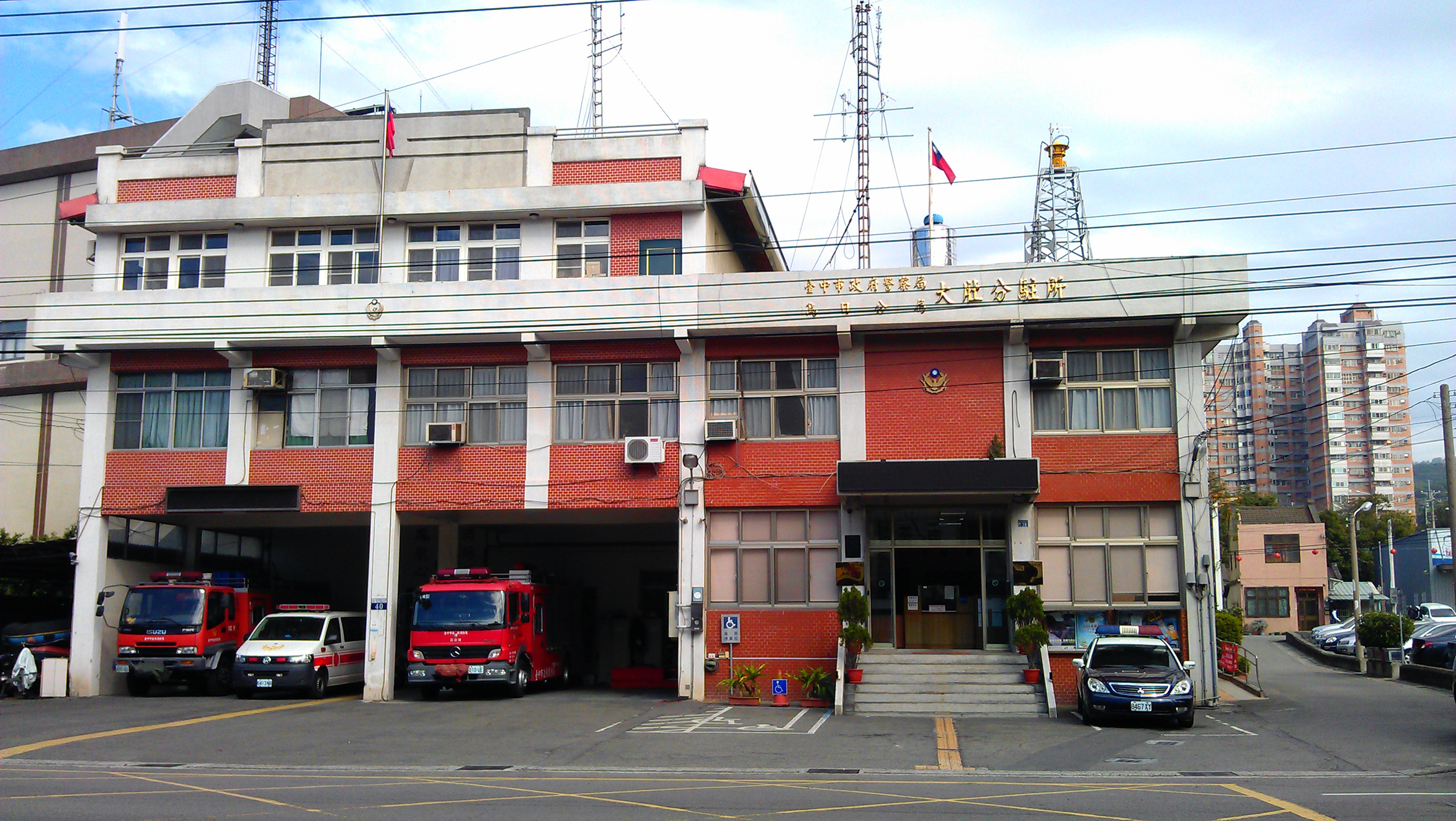
大肚分駐所
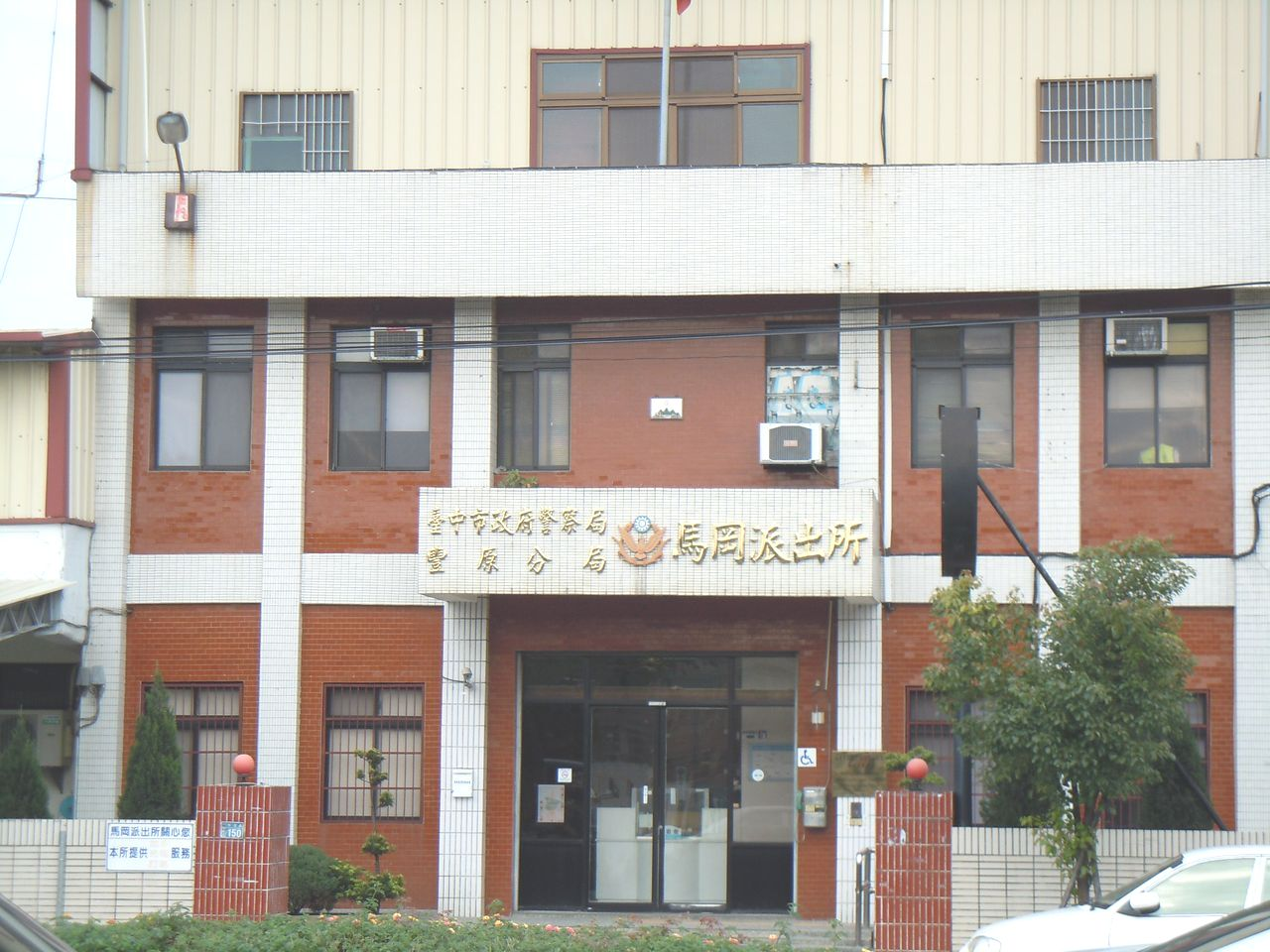
馬岡派出所
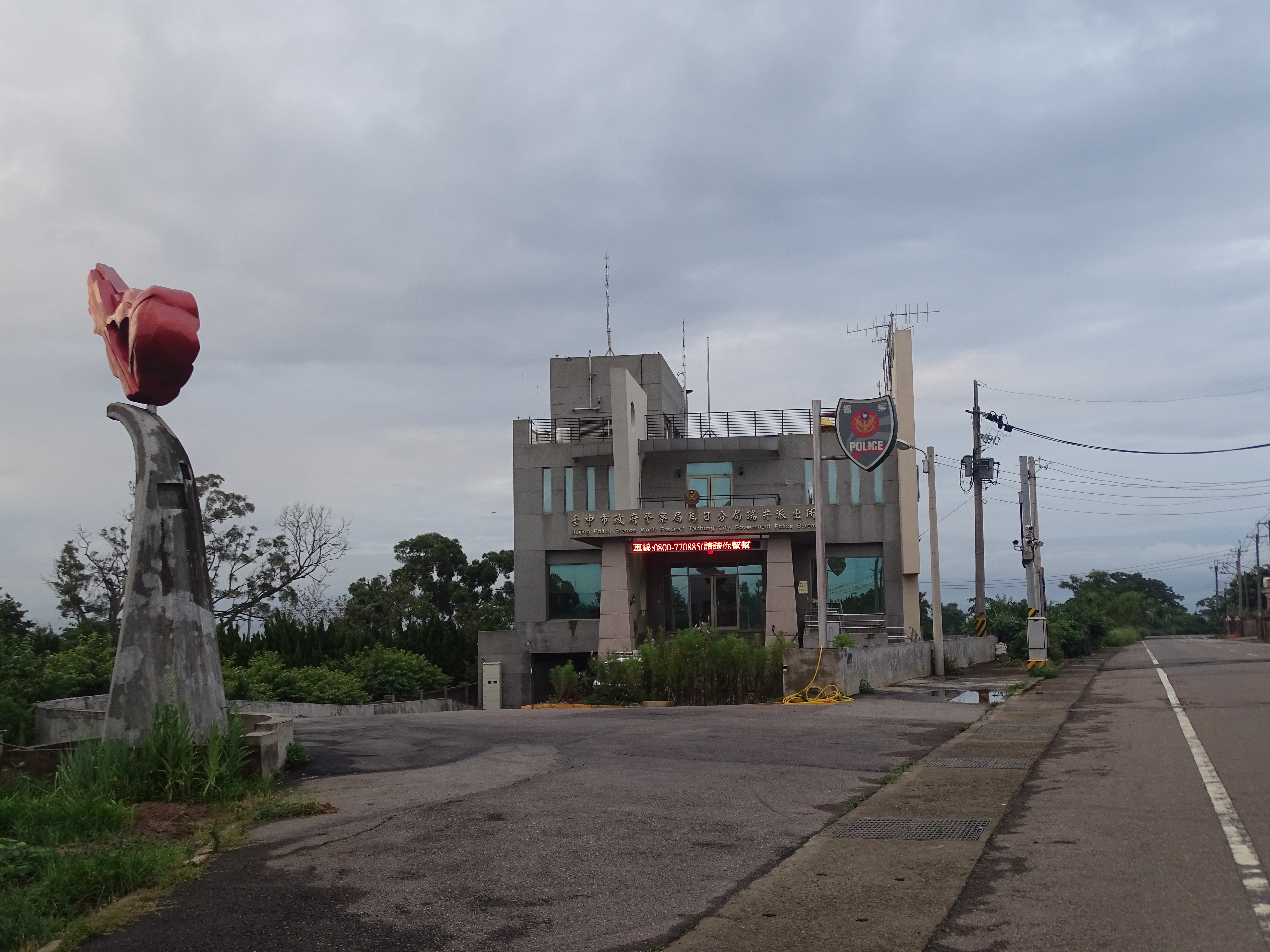
瑞井派出所
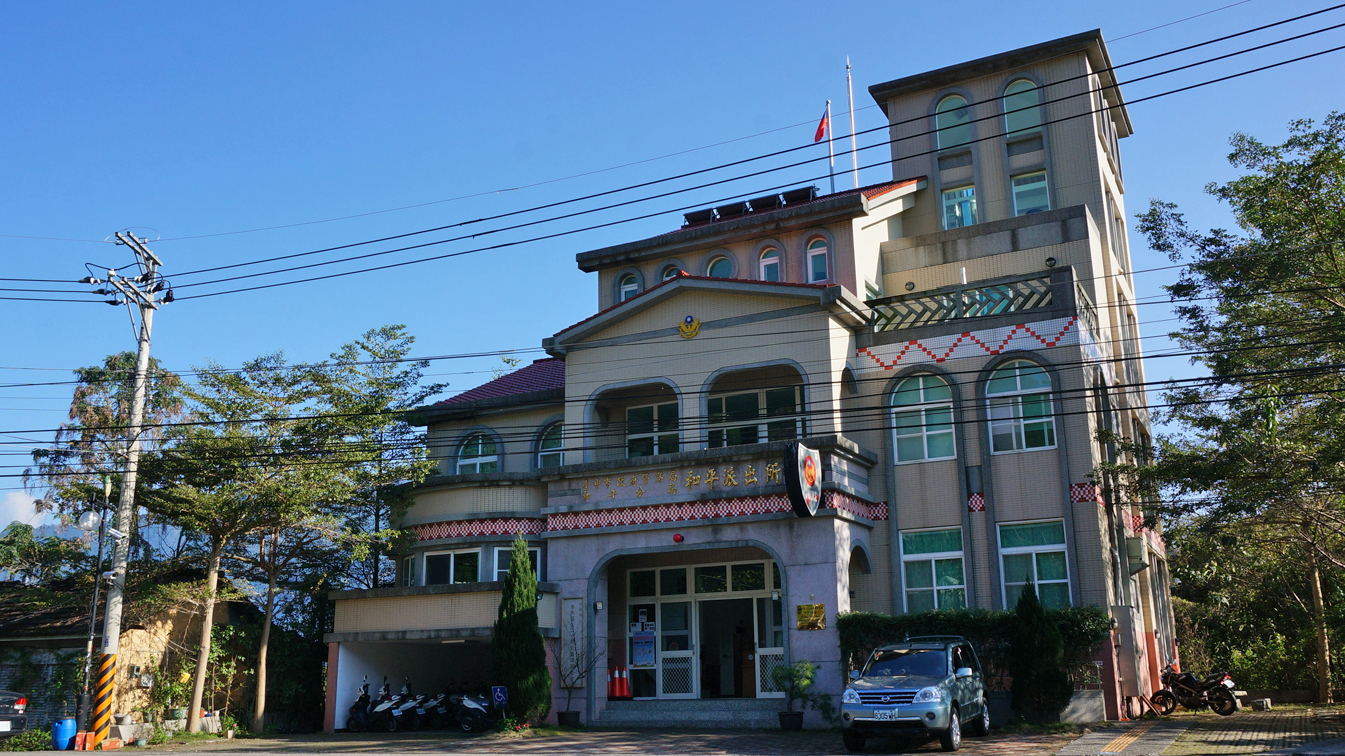
和平派出所
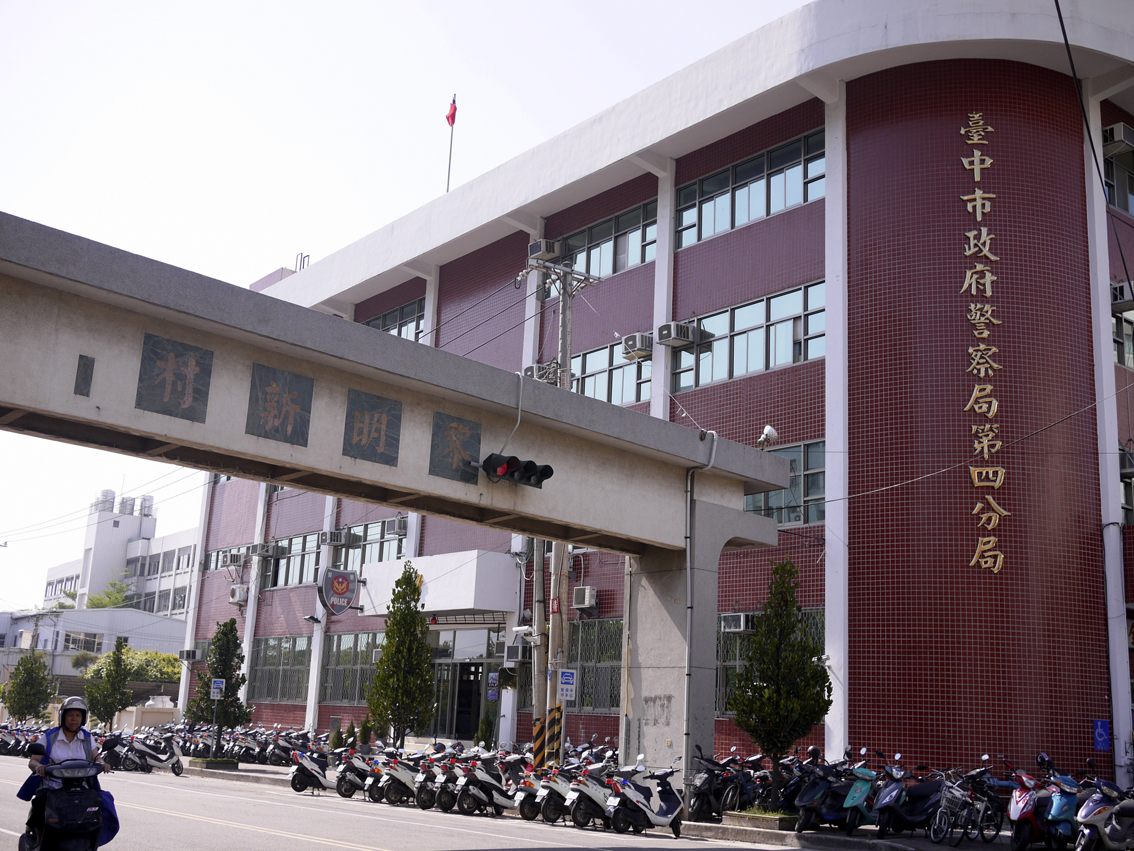
黎明派出所
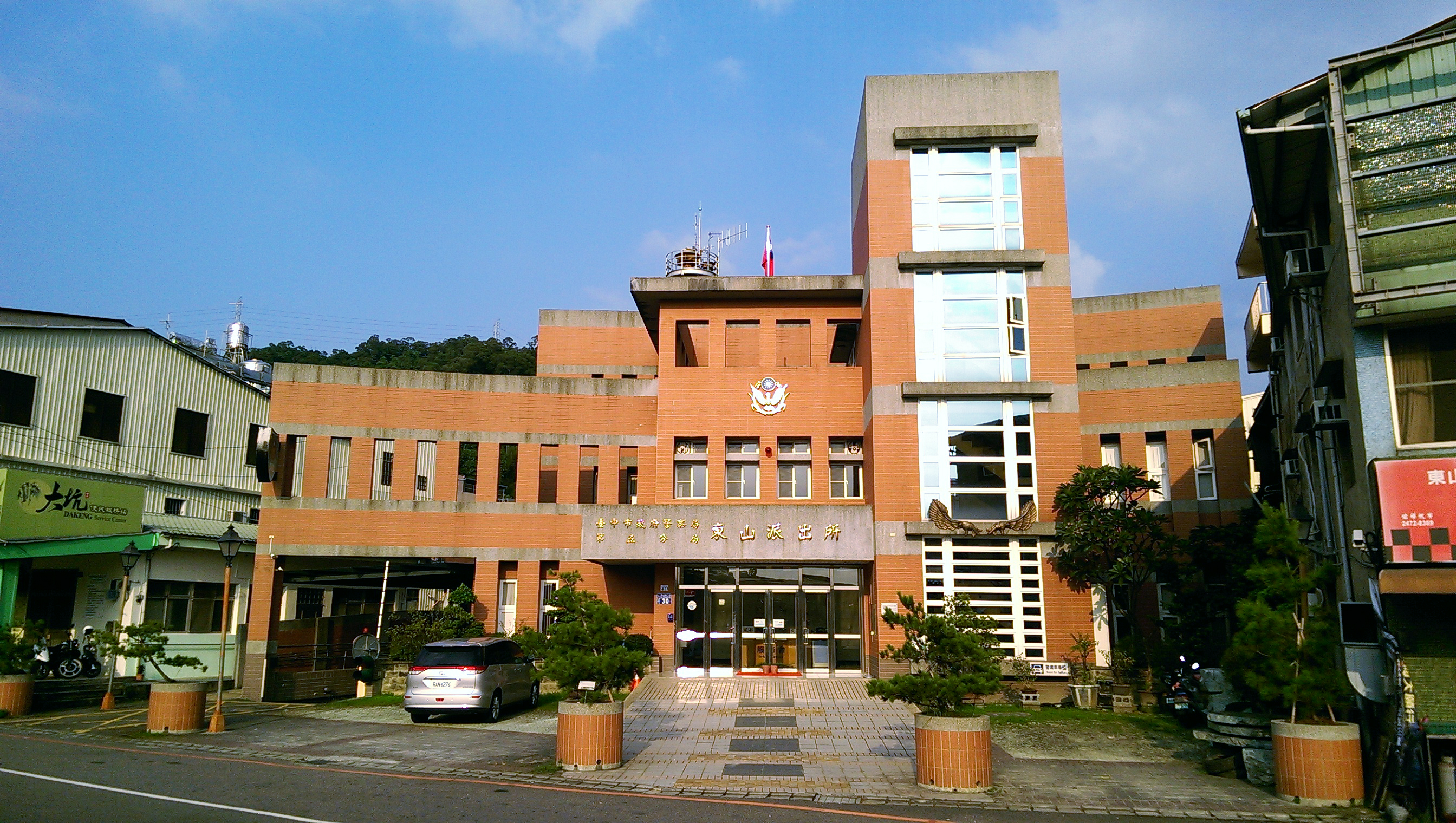
東山派出所
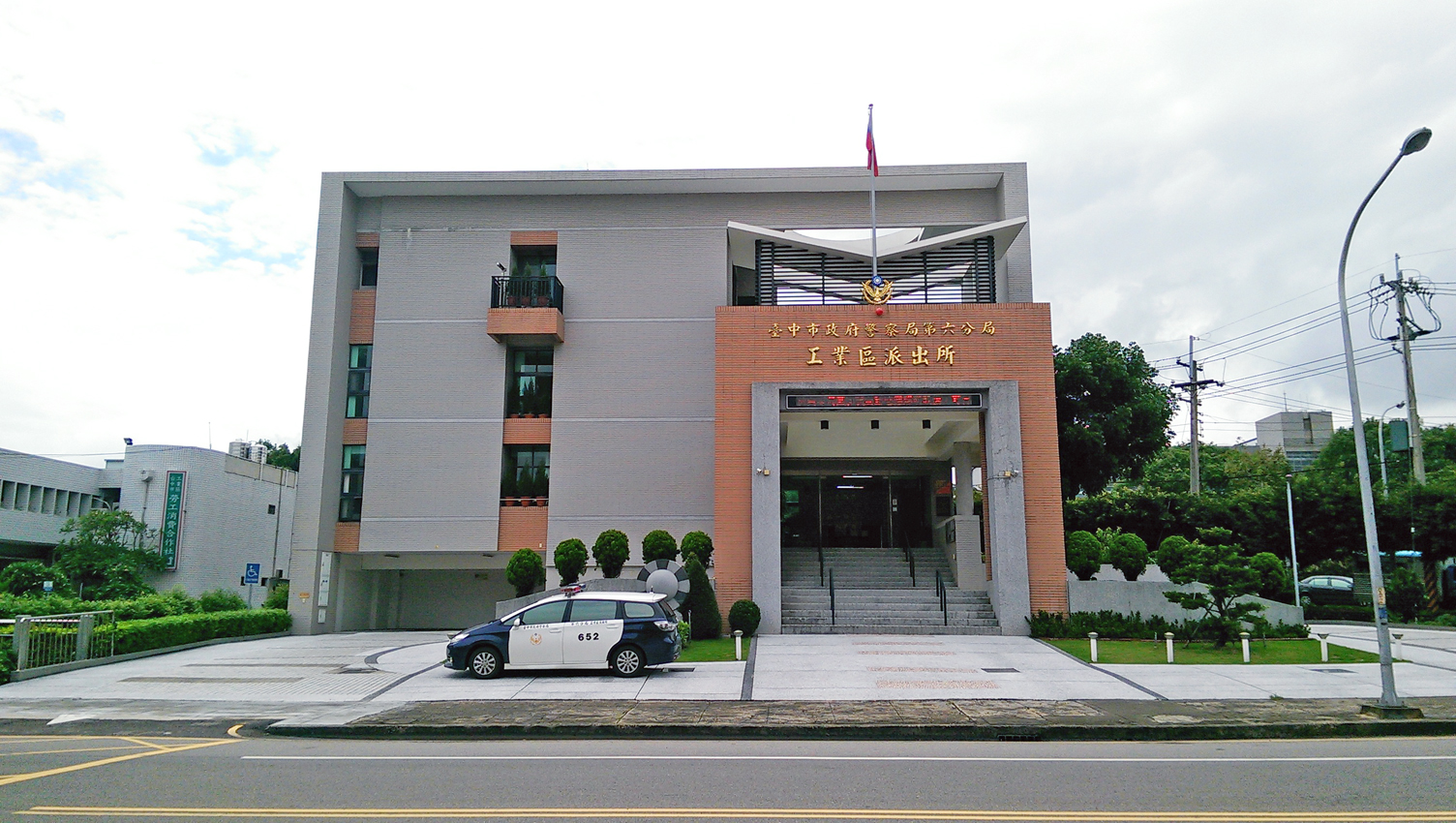
工業區派出所
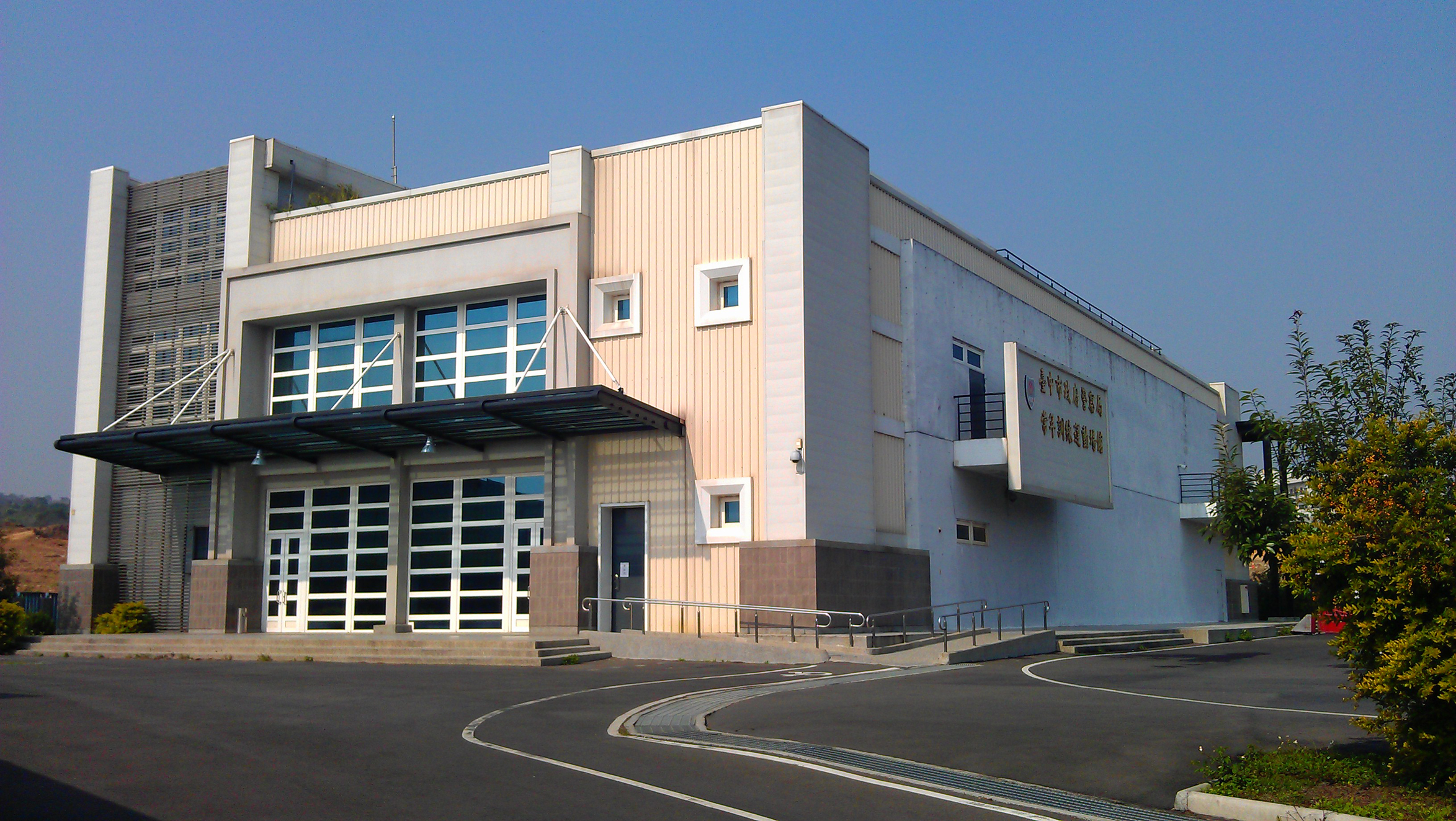
常年訓練運動場館
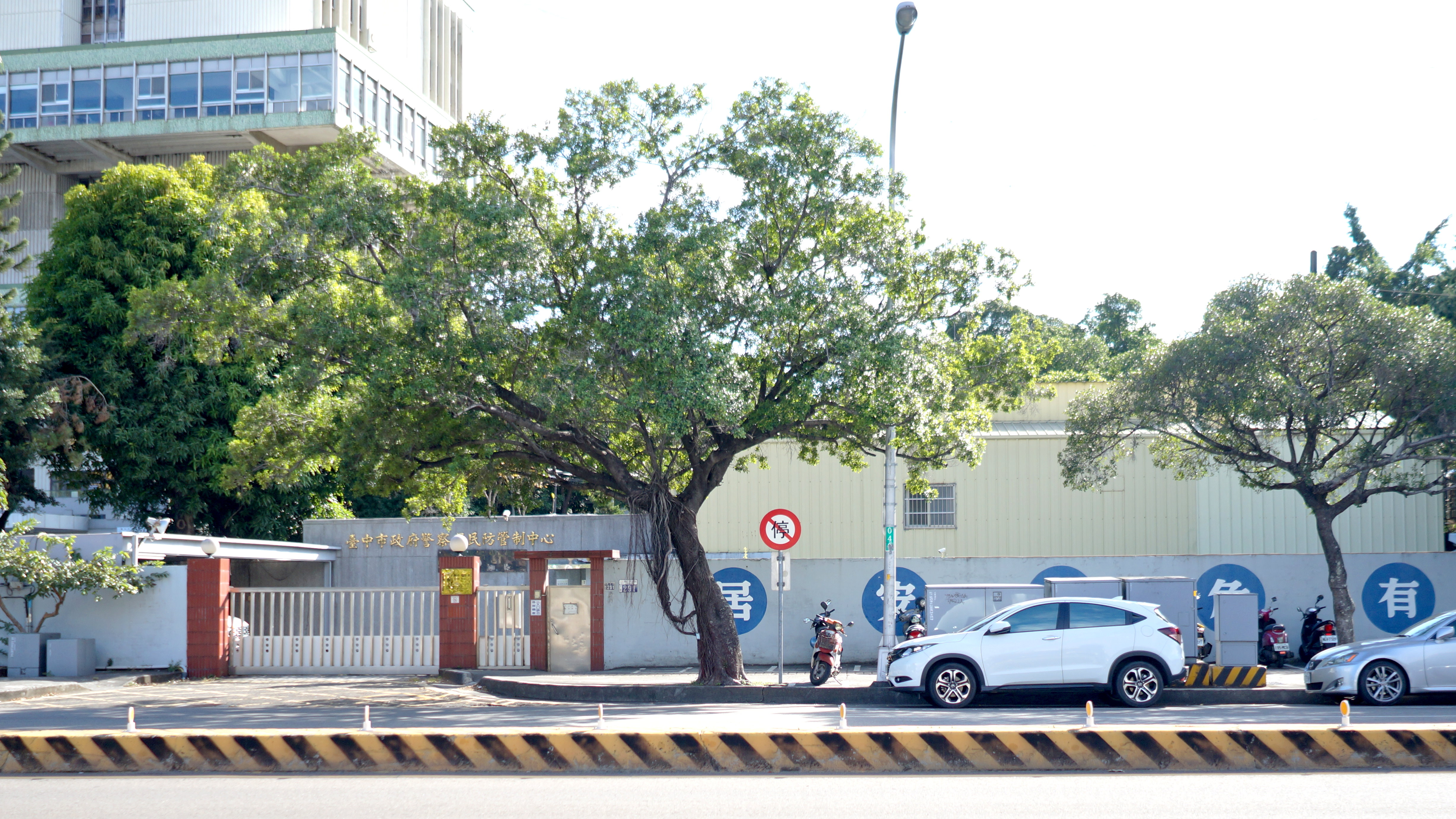
民防管制中心

## 外部連結
- 臺中市政府警察局全球資訊網 （页面存档备份，存于）（繁體中文）（英文）
- 臺中市政府警察局的Facebook專頁
- 臺中市政府警察局的Instagram帳戶
- YouTube上的臺中市政府警察局頻道